# Feuchtwiese
Feuchtwiesen sind von Gräsern, Binsen, Seggen und anderen krautigen Pflanzen gekennzeichnete, gehölzfreie halbnatürliche Biotope, deren Böden in oberen Horizonten vom Grundwasser beeinflusst oder zeitweise überschwemmt sind. Sie liegen im Bereich von Flusstälern, an Seen oder in Senken. Feuchtwiesen existieren in weiten Bereichen Europas und Asiens, mit Schwerpunkten in Mitteleuropa. Ausläufer gehen bis ins Mittelmeergebiet, auf den Balkan und nach Nordeuropa. Das Areal reicht im Osten bis nach Sibirien.

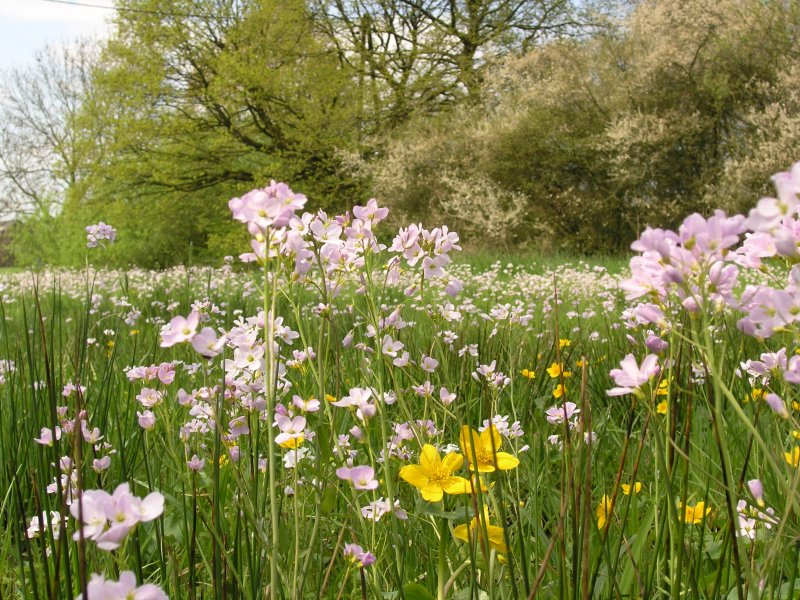
Frühlingsaspekt einer Feuchtwiese in Nordwestdeutschland mit Wiesenschaumkraut und Sumpfdotterblume (Calthion)

Nur einmal im Herbst gemähte (einschürige) nährstoffarme Feuchtwiese (Streuwiese) im Alpenvorland mit Sibirischer Schwertlilie (Molinion)

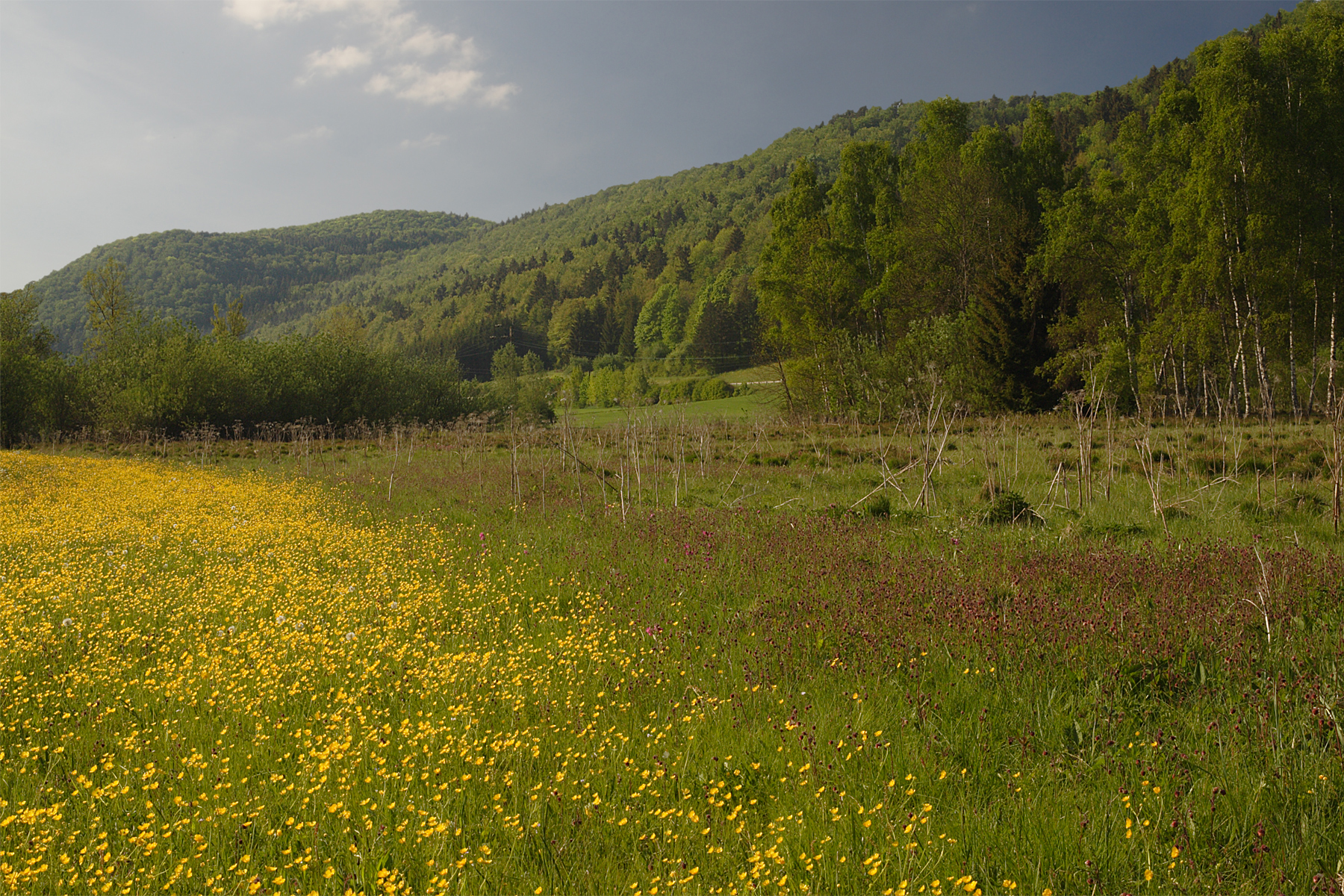
Naturschutzgebiet Fehlatal, Schwäbische Alb. Anomalie normalerweise verkarsteter oberster Gesteinsschichten. Großseggenried (geschütztes Biotop) für albtypische feuchtigkeitsliebende Pflanzengemeinschaften

In Mitteleuropa zählen Feuchtwiesen zu den artenreichsten Biotopen. Hier gelten sie als Halbkulturformationen, die durch menschliche Nutzung infolge der landwirtschaftlichen Produktion von Streu und Futter für die Nutzviehhaltung entstanden sind. Sie tragen wesentlich zur Ausprägung der mitteleuropäischen Kulturlandschaft bei. Sie müssen bewirtschaftet werden, da die Sukzession zur Ausbildung von Hochstaudenfluren, später Gebüschen und schließlich zu Wäldern führen würde.
Feuchtwiesen sind auch unter den Begriffen Sumpfwiese und Brühl (von mittellateinisch brogilus oder broilus: Baumstück) zu finden. Letzterer wurde dadurch zum Namensgeber für viele tief liegende, teilweise mit Baumwuchs versehene Stadtteile und Straßen, die vielleicht auf ehemaligem Sumpfland errichtet wurden.
Der folgende Artikel gibt einen zusammenfassenden Überblick über die Feuchtwiesen Mitteleuropas, deren Standorte, die verschiedenen Feuchtwiesentypen und deren Lebenswelt nach ökologischen und naturschutzfachlichen Gesichtspunkten. Hier werden unter Feuchtwiesen die ungedüngten, einmal jährlich gemähten Streuwiesen sowie die nährstoffreichen, meist zweimal gemähten Feucht- und Nasswiesen zusammengefasst.

## Entstehung von Feuchtwiesen

Idealisierte Darstellung einer parkähnlichen Landschaft Anfang des 19. Jahrhunderts in Caspar David Friedrichs Gemälde „Dorflandschaft bei Morgenbeleuchtung“

Nach herrschender Lehrmeinung bestand die Landschaft Mitteleuropas mit Unterbrechungen (z. B. Bandkeramische Kultur) bis ins frühe Mittelalter überwiegend aus einem Mosaik aus Wäldern, Lichtungen, Mooren und Wasserflächen. Typische Wiesenpflanzen waren deshalb auf Bereiche beschränkt, die unter anderem durch große Weidegänger (Megaherbivoren) wie zum Beispiel Elch, Wisent, Wildpferd oder Auerochse offen gehalten wurden oder in denen im Bereich der großen Flüsse durch Überschwemmungen und/oder Laufveränderungen keine Waldentwicklung zugelassen wurde. Bis dahin hatten die Menschen die Landschaft nur kleinflächig im engeren Umfeld der Siedlungen beeinflusst. Mit dem Bevölkerungswachstum nahm auch die ungeregelte Nutzung der Wälder als Allmende zu. Hutewaldnutzung oder Rodung bewirkte eine weitgehende Öffnung der Landschaft.
Es entstanden großflächig offene, parkähnliche Landschaftsräume (siehe zeitgenössisches Gemälde rechts). Im Lauf der Jahrhunderte entwickelten sich auf diese Weise durch den wirtschaftenden Menschen begründete halbnatürliche Ökosysteme. Auf feuchten bis nassen Standorten haben sich die Feuchtwiesen entwickelt. Feuchtwiesen zählten noch im 18. Jahrhundert zu weit verbreiteten Lebensräumen Mitteleuropas. Neben grundlegenden strukturellen Veränderungen mit der Entstehung großflächiger Offenlandgesellschaften und der Zurückdrängung ursprünglicher Lebensräume haben die Nutzungsformen Acker und Grünland auch zu Veränderungen im Artenspektrum von Tieren und Pflanzen und insgesamt zu einer Erhöhung der biologischen Vielfalt gegenüber der Naturlandschaft geführt.

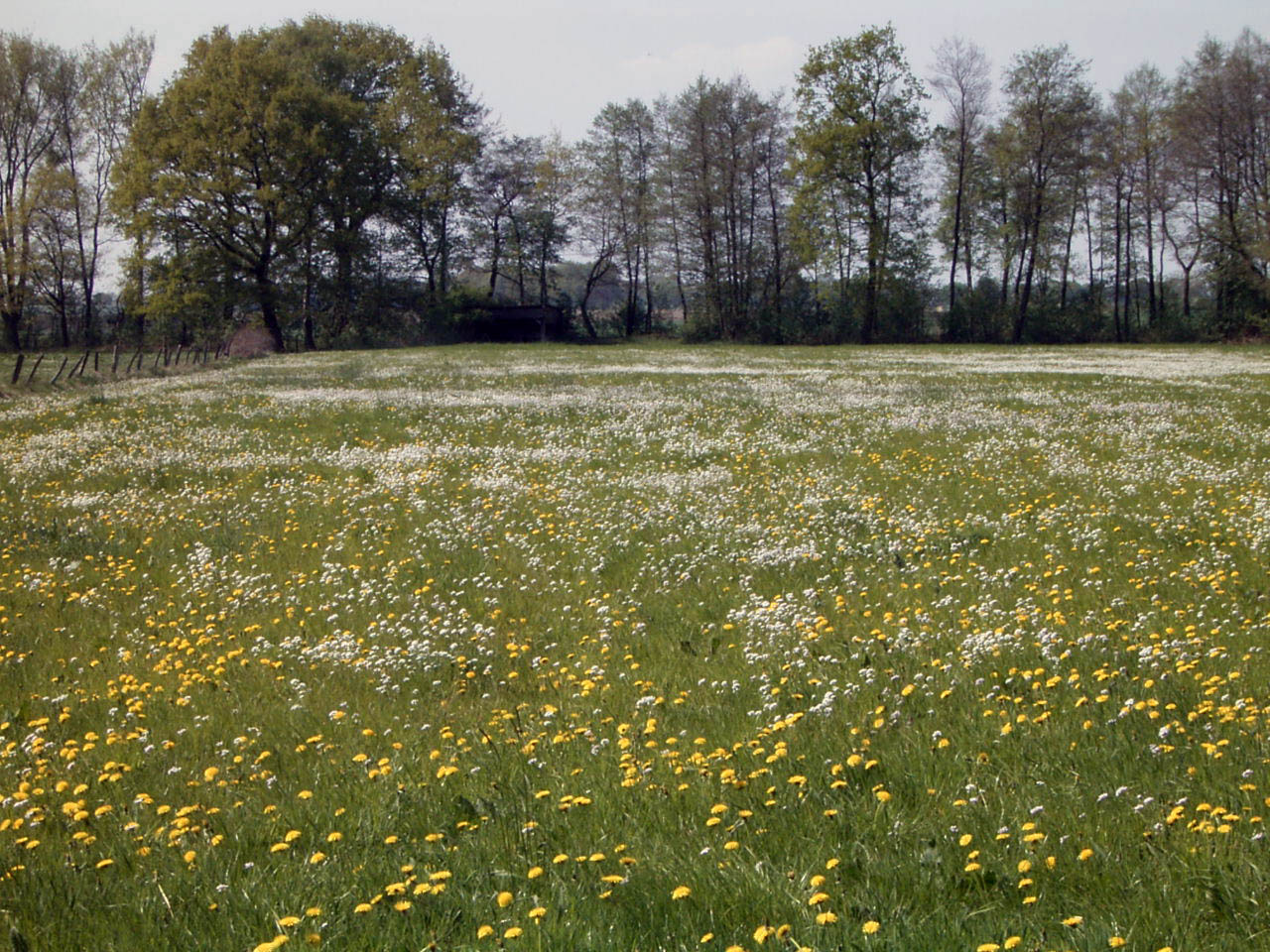
Zweischürige, das heißt zweimal im Jahr gemähte, nährstoffreiche Feuchtwiese in Nordwestdeutschland mit Blühaspekt von Wiesenschaumkraut

## Gefährdung
Bereits ab Anfang des 19. Jahrhunderts, verstärkt aber nach dem Zweiten Weltkrieg, wurden die Feuchtwiesen durch umfangreiche Meliorationsmaßnahmen wie Entwässerung und Düngung großflächig in Fettwiesen oder durch Umbruch in Äcker umgewandelt. Diese tief greifenden Veränderungen führten zum Verschwinden vieler Charakterarten der Feuchtwiesen, andere sind in ihrem Bestand stark gefährdet beziehungsweise zurückgegangen. Eine weitere Gefährdung von Feuchtwiesen ist die Nutzungsaufgabe landwirtschaftlicher Flächen aus sozialen, ökonomischen und agrarstrukturellen, besonders aber standörtlichen Gründen (Sozialbrache). Davon sind vor allem Grenzertragsstandorte, das sind schwierig zu bewirtschaftende Flächen, wie zum Beispiel Nassstandorte oder sehr kleine Parzellen, betroffen, welche bevorzugt aufgelassen werden. Durch die Intensivierung der Landwirtschaft einerseits und die Nutzungsaufgabe andererseits droht die einst gewonnene Vielfalt wieder verloren zu gehen. Anstelle artenreicher Feuchtwiesen sind heute vielfach Fettwiesen, intensiv genutzte Portionsweiden sowie Äcker vorherrschend, in denen alle Nässezeiger verschwunden und durch Stickstoffzeiger ersetzt sind.

## Standortfaktoren

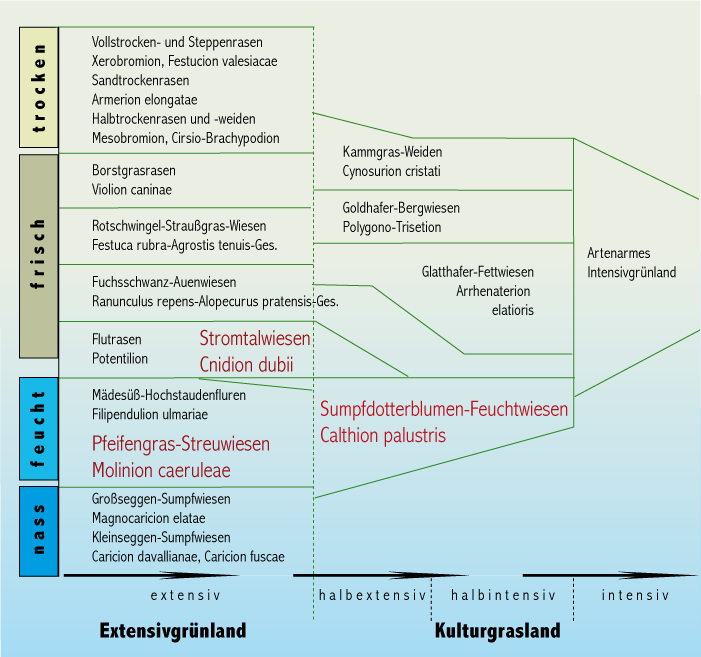
Graslandtypen in einem Feuchtigkeits-Intensitäts-Ökogramm nach Dierschke & Briemle 2002, verändert

Feuchtwiesen existieren in feuchten Niederungen, kleinräumig auch in quellig-staufeuchten bis vermoorten Bereichen von Hängen und Plateaulagen und schmalen Tälern. Feuchtwiesen gibt es, einfach ausgedrückt, überall, wo es feucht genug ist. Die Höhenverbreitung reicht von der planaren bis zur subalpinen, fragmentarisch auch bis in die alpine Stufe. Aus den Faktoren Klima, Wasserhaushalt und Boden ergeben sich vielfältige Pflanzen- und Tiergemeinschaften (Phyto- und Zoozönosen). Diese Standortfaktoren werden von der Nutzung überprägt.

### Klima
Ein humides Klima, in dem die Jahresniederschlagssumme die Jahresverdunstung übersteigt, zusammen mit vergleichsweise niedrigen Sommertemperaturen begünstigt die Bildung von Feuchtwiesen. Deshalb kommen sie gehäuft in den Mittelgebirgen, im Alpenvorland und in Küstennähe der Norddeutschen Tiefebene vor.

### Wasserhaushalt
Aufgrund ihres Wasserhaushaltes werden Feuchtwiesen vom übrigen Wirtschaftsgrünland abgegrenzt. Für Feuchtwiesen sind eine zeitweilig hohe Bodenfeuchtigkeit von Quellwasser bis zu stagnierendem Grund- und Stauwasser sowie teilweise Überschwemmungen bestimmend. Die starke Bodendurchfeuchtung kann lang anhaltend oder von sommerlichen Austrocknungsphasen unterbrochen sein.
Der zumindest zeitweilige Überschuss an Wasser im Wurzelbereich ist mit einem Sauerstoffmangel verbunden, der zu Schäden an den Pflanzenwurzeln (Wurzelatmung) und zu einem eingeschränkten Wachstum der Pflanzen, aufgrund einer begrenzten Nährstoffaufnahme, führen kann. Die Pflanzenarten der Feuchtwiesen zeichnen sich gegenüber Arten anderer Standorte durch spezielle Anpassungsmechanismen an den Wasserüberschuss aus. Beispielsweise verfügen etliche Arten über spezielle Hohlraumgewebe (Aerenchyme) in dem Luft vom oberirdischen Spross in die Wurzel geleitet werden kann sowie über spezifische Stoffwechselwege, welche ohne Sauerstoff auskommen. Durch diese Anpassungen sind Feuchtwiesenpflanzen auf feuchten und nassen Standorten gegenüber Pflanzen anderer Standorte in einem Konkurrenzvorteil.

### Böden und Nährstoffversorgung

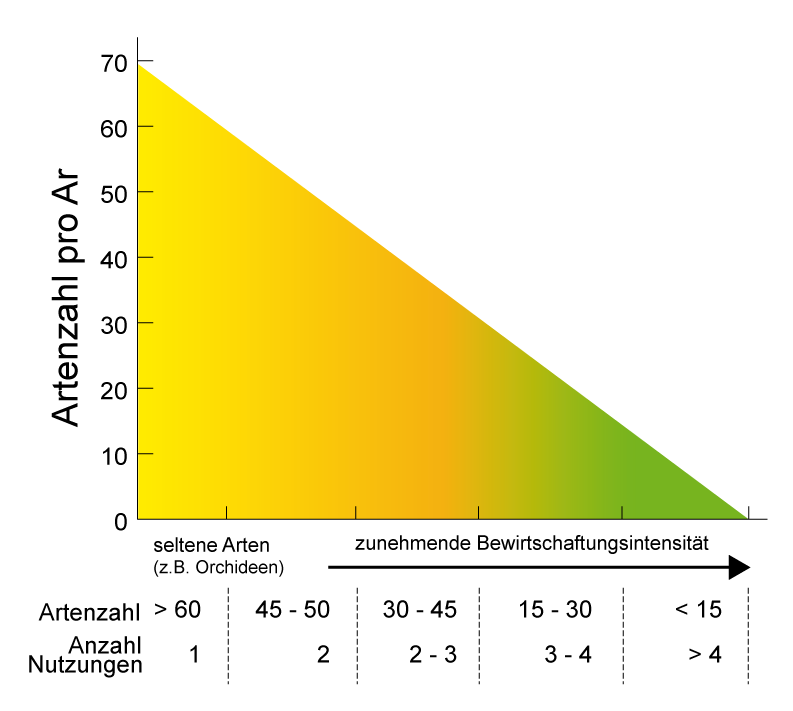
Artenzahlen einer Wiese in Abhängigkeit von der Bewirtschaftungsintensität, nach Hutter, Briemle, Finke 1993

Die Böden der Feuchtwiesen sind Gleye, Pseudogleye und verwandte Auenböden sowie An- und Niedermoore mit unterschiedlichen Basen- und Nährstoffgehalten. Die Nährstoffnachlieferung des Bodens ist abhängig von seinem Nährstoffvorrat und dessen Verfügbarkeit für die Pflanzen. Ein optimales Pflanzenwachstum setzt eine gute Versorgung mit allen Pflanzennährstoffen, insbesondere mit Stickstoff, Phosphor und Kalium, voraus. Der natürliche Nährstoffgehalt des Bodens wird ergänzt durch Überschwemmungen, dem Grundwasser, der Atmosphäre und Düngung. Dabei hat der Säuregrad des Bodens entscheidenden Einfluss auf die Verfügbarkeit von Pflanzennährstoffen und die Aufnahmefähigkeit der Pflanzenwurzeln für Nährstoffe. Feuchtwiesen können auf sehr sauren aber auch auf kalkreichen Standorten sowie auf allen Übergängen zwischen diesen Extremen vorkommen.
Viele Pflanzenarten der Feuchtwiesen nährstoffarmer Standorte haben besondere Mechanismen zur Anpassung an einen Nährstoffmangel entwickelt. Um die wenigen Nährstoffe vollständig nutzen zu können, durchwurzeln sie den Boden intensiv, bilden Speicherorgane (Rhizome, Knollen) und verfügen über einen internen Nährstoffkreislauf durch die Rückverlagerung in bodennahe Speicherorgane um die Nährstoffe in der kommenden Vegetationsperiode rasch nutzen zu können.

### Bedeutung der Nutzung
Bei Feuchtwiesen werden zwei Nutzungsformen unterschieden. Die Mahd kann einmal allein zur Gewinnung von Einstreu für Viehställe mit einmaliger Mahd im Herbst (nach der Vegetationsperiode oder im Winter) auf nährstoffärmeren Standorten erfolgen (Streuwiesen, Pfeifengraswiesen, Brenndoldenwiesen). Auf nährstoffreicheren Standorten dient eine zweimalige Mahd im Frühling (Anfang bis Mitte Juni) und im Spätsommer (Mitte August bis Mitte September) zur Werbung von Winterfutter für Wiederkäuer wie Rinder und Schafe (Futterwiesen, Sumpfdotterblumenwiesen).
Eine Wiese wird erst durch eine regelmäßige Mahd zu dem, was sie ist, nämlich zu einem artenreichen Pflanzenbestand mit Habitateignung für die Tierwelt. Durch den Schnitt werden Licht liebende und niedrigwüchsige Pflanzen gefördert und hochwüchsige Konkurrenten verdrängt. Dazu gehören Pflanzen mit hohem Wiederaustriebsvermögen, so genannte Hemikryptophyten, die ihre Überdauerungsorgane und Blätter sehr nahe am Boden ausbilden und von den Messern der Sensen und Mähmaschinen nicht erreicht werden. Bei der Mahd entscheidet der Schnittzeitpunkt wesentlich über die Artenvielfalt. Eine regelmäßige Mahd bewirkt, dass Pflanzen unterschiedlicher Wuchs- und Lebensformen auf ein und demselben Standort nebeneinander wachsen können. Je später gemäht wird, umso mehr Möglichkeiten haben Pflanzen und Tiere, sich im Ökosystem Wiese einzunischen. Eine Nutzung mit ein bis zwei Schnitten pro Jahr vermögen besonders viele Pflanzenarten auszuhalten, eine artenreiche Blumenwiese ist das Ergebnis. Die Abfuhr des Mähgutes bedingt außerdem eine langsame Verarmung an Nährstoffen (Aushagerung). Dieses bedeutet, dass bei extensiver Nutzung unter Umständen ein regelmäßiger Ausgleich des Nährstoffdefizites über eine organische Düngung mit Stallmist erfolgen muss.
In extensiv genutzten Feuchtwiesen der naturnahen Kulturlandschaften können auf 20 m² zwischen 40 und 60 höhere Pflanzenarten wachsen. Einen besonderen floristischen Reichtum zeigen die nährstoffärmeren und ungedüngten Pfeifengraswiesen, auch Streuwiesen genannt.

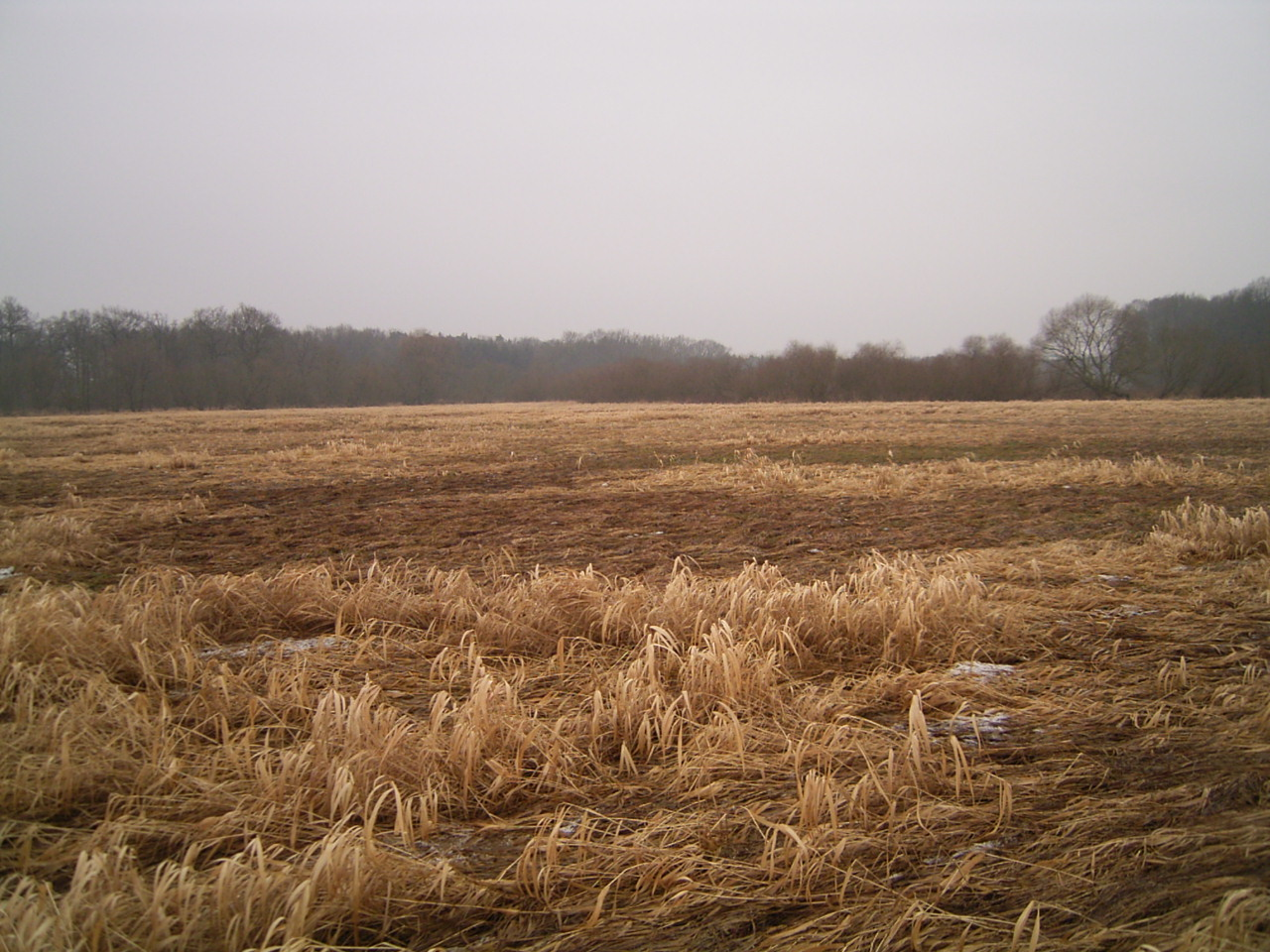
Winteraspekt einer Feuchtwiesenbrache in Nordwestdeutschland mit nieder liegenden Vegetationsresten (Streufilz)

Je früher und öfter die Mahd erfolgt, desto weniger Arten gibt es, die diesem Stress gewachsen sind. Viele krautige Pflanzen haben im Gegensatz zu grasartigen Pflanzen breite und große Blätter. Sie sind deshalb nicht besonders schnittverträglich. Sie kommen außerdem nicht mehr zum Blühen und samen sich somit auch nicht mehr aus. Die Wiesen verarmen. In der intensiven Landwirtschaft wird eine Produktionssteigerung angestrebt, die nur über hohe Düngergaben mit schnell pflanzenverfügbaren Nährstoffen, zum Beispiel Gülle, erreichbar ist. Eine starke Düngung zusammen mit hoher Schnittfrequenz führen dazu, dass die Wiese aus viel junger und damit grüner Blattmasse aufgebaut ist. Zur Bildung von Blüten mangelt es an Wuchshöhe, und die Pflanzen vermehren sich nur noch vegetativ. Das Ergebnis ist eine artenarme, einheitlich grüne Wiese. Auf intensiv bewirtschafteten Flächen wachsen selten mehr als zehn Pflanzenarten und Tiere finden kaum mehr einen Lebensraum.

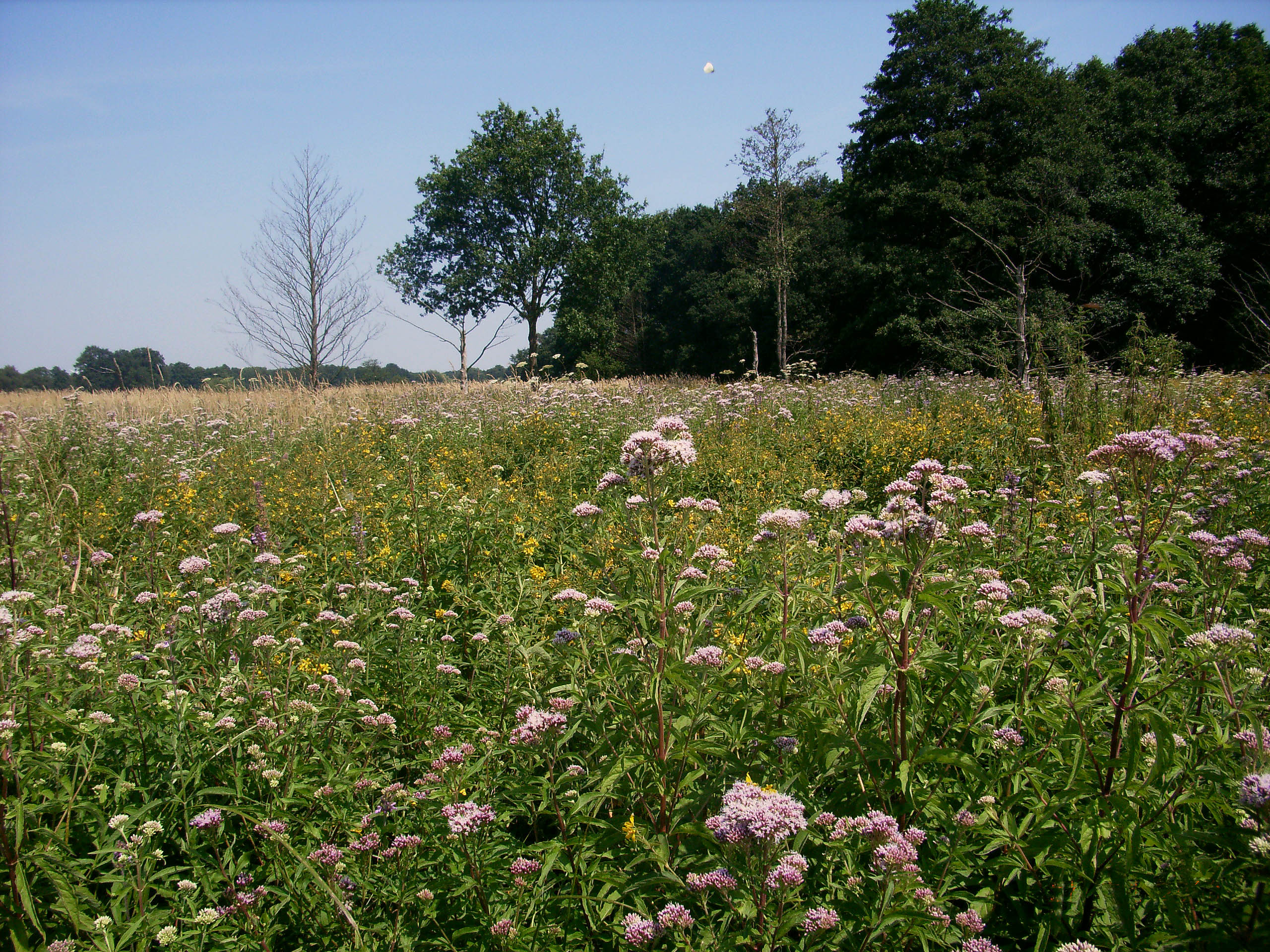
Hochstaudenflur mit Wasserdost und Gilbweiderich in einer Feuchtwiesenbrache

Entfällt der nivellierende Eingriff des Menschen, kommen die Unterschiede in der Konkurrenzkraft der Pflanzen zum Vorschein. Lichtliebende Arten, die darauf angewiesen sind, dass Wiesen gemäht werden, verschwinden innerhalb kürzester Zeit. Hochwüchsige und Ausläufer treibende Pflanzen beginnen sich durchzusetzen. In nährstoffreichen Feuchtwiesen bilden sich feuchte Hochstaudenfluren, die vielfach von dem Echten Mädesüß beherrscht werden (Mädesüß-Hochstaudenfluren) oder es kann auch zur Dominanz einer einzigen Süßgras- oder Seggenart (z. B. Schlankseggenried) kommen. In Pfeifengraswiesen verändert sich die Bestandesstruktur durch die Horstbildung von Pfeifengras (Molinia caerulea, M. arundinacea), das bei Mahd rasenförmig wächst. Auf brach liegenden Grünländern geht die Vielfalt der Pflanzenarten ebenso wie bei zu intensiver Nutzung zunächst deutlich zurück. Die vorhandenen Gräser bilden mit ihren Blättern einen dichten Filz. Ankommende Samen gelangen nicht bis zur Bodenfläche und können folglich nicht keimen. Im Boden vorhandenen Samen fehlt die Kraft, den Filz zu durchstoßen. Die Undurchdringbarkeit des Filzes wird besonders in Streuwiesen durch eine Schneedecke im Winter noch verstärkt. Da die Biomasse in Brachen nicht mehr abgeführt wird, kommt es zu einer Nährstoffanreicherung und damit zu einer erhöhten Phytomasseproduktion.
Die Tierwelt wird durch ein Brachfallen zunächst gefördert, denn besonders Insekten und Echte Webspinnen sind durch die Nutzung häufig in ihrer Brutbiologie gestört oder finden nicht die passenden Strukturen. Eine Vielzahl an Arten, die auf dem Wirtschaftsgrünland keine Lebensmöglichkeit hatten, wandert neu ein. Meist sind es Wirbellose, deren Artenzahl in Brachen auf den zehnfachen Wert, deren Individuenzahl sogar um den zwanzigfachen Wert ansteigt. Über 100 Vogelarten werden durch die Brache gefördert. Bei einer zunehmenden Verbuschung geht jedoch die faunistische Artenvielfalt wieder deutlich zurück.

## Feuchtwiesentypen und Vegetation

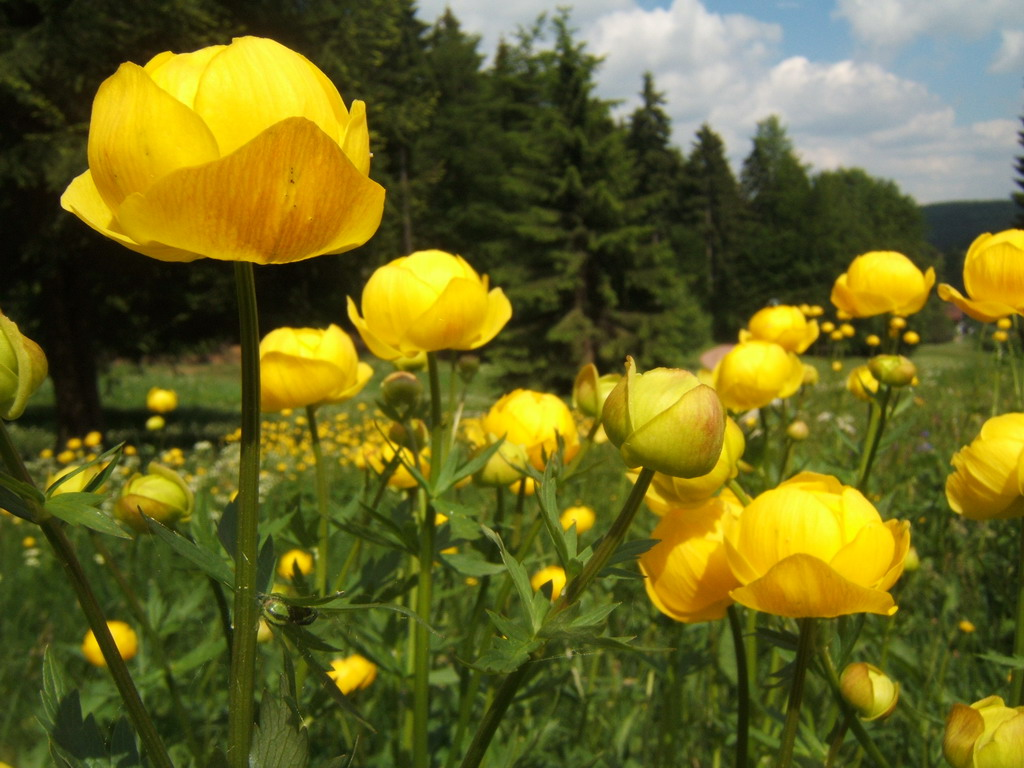
Trollblumenwiese mit Trollblume (Trollius europaeus) im Thüringer Wald

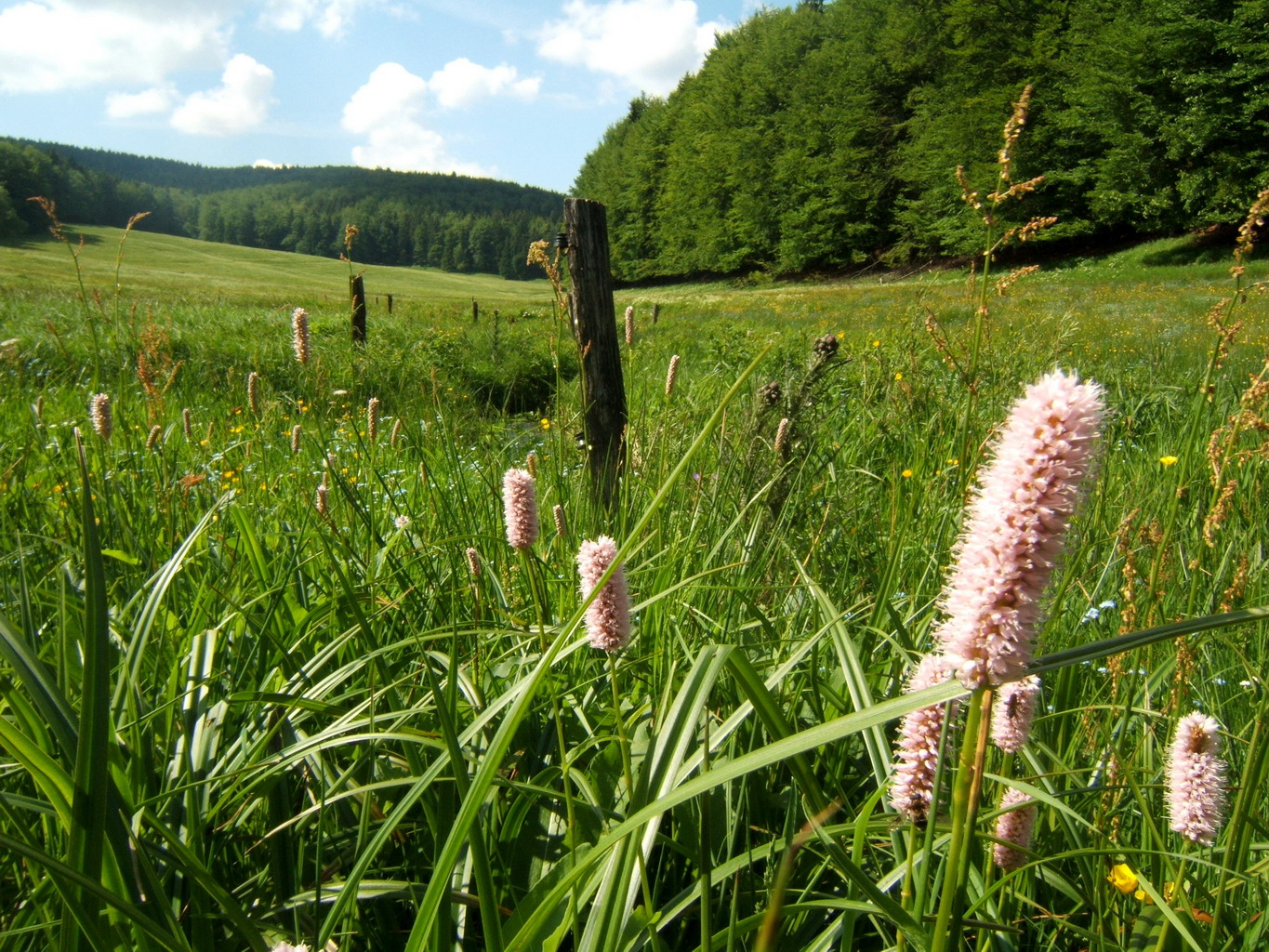
Wiesenknopf-Knöterich-Wiese mit Wiesen-Knöterich (Polygonum bistorta) im Thüringer Wald

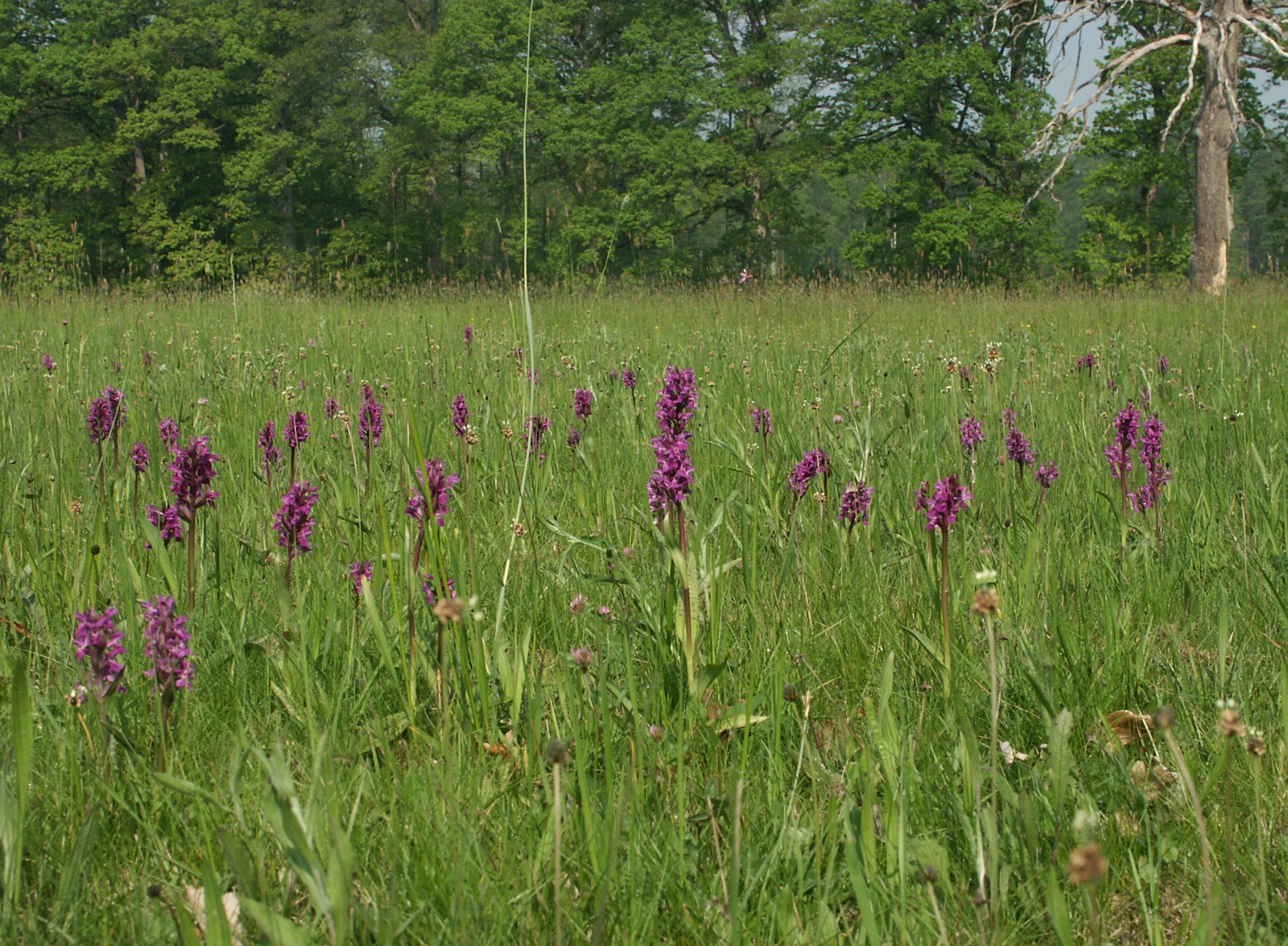
Das Breitblättrige Knabenkraut (Dactylorhiza majalis) in einer Feuchtwiese in der Hohenloher Ebene

Die Pflanzendecke der nährstoffreicheren Feucht- und Nasswiesen wird im Wesentlichen von Gräsern und einem mehr oder weniger hohen Anteil krautiger Pflanzen gebildet. Sie sind durch eine hohe Anzahl von Feuchte- und Nässezeigern gekennzeichnet. Pflanzensoziologisch umfassen sie die gedüngten bzw. auf nährstoffreicheren Standorten stockenden „Feucht- und Nasswiesen“ (Calthion palustris) auch Sumpfdotterblumenwiesen genannt sowie die ungedüngten „Pfeifengras- und Brenndoldenwiesen“ (Molinion caeruleae, Cnidion dubii) innerhalb der Ordnung der „Nassen Staudenfluren, Nass- und Riedwiesen“ (Molinietalia caeruleae) und der Klasse der „Mähwiesen und Weidegesellschaften“ (Molinio-Arrhenatheretea).

### Sumpfdotterblumenwiesen
Sumpfdotterblumenwiesen gehören zu den nährstoffreichen Feuchtwiesen und sind hochwüchsig, dicht und blütenreich. Sie wachsen auf wechselfeuchten Standorten. Der mittlere Grundwasserstand schwankt zwischen 120 und 30 Zentimeter unter Flur. Im Hochsommer trocknen die Flächen ab, so dass auch Beweidungen möglich sind. Eine stete und reichliche Wasserversorgung ist in diesen Feucht- und Nasswiesen immer gegeben, Staunässe kommt nicht vor. Die Wiesen werden meist als zweischüriges Extensivgrünland, das heißt zweimalige Mahd im Jahr, und zur Futtergewinnung genutzt (Futterwiesen). Sie sind entweder aus Hochstaudenfluren, wechselfeuchten Streuwiesen, Röhrichten, Großseggen- oder Kleinseggenrieden unter mehr oder weniger starker Mitwirkung von organischer Düngung (Hofdünger, Mist) hervorgegangen. Diese nutzungsbedingte Variante findet sich vor allem in der Norddeutschen Tiefebene. Ihre natürlichen Standorte liegen jedoch in trockeneren Klimaten auf tiefgründigen, regelmäßig überschlickten Auenböden Pannoniens. Pflanzensoziologisch werden die nährstoffreichen Feuchtwiesen in dem Verband des Calthion palustris gefasst. Die wichtigsten Pflanzengesellschaften und Wiesentypen sind Sumpfdotterblumenwiesen, Kohldistelwiese, Kälberkropfwiese, Waldsimsenwiese, Wiesenknopf-Knöterich-Wiese und Trollblumenwiesen.
Charakteristische Arten dieser Wiesen sind die namengebenden Arten Sumpfdotterblume (Caltha palustris), Kohldistel (Cirsium oleraceum), Behaarter Kälberkropf (Chaerophyllum hirsutum), Waldsimse (Scirpus silvaticus), Großer Wiesenknopf (Sanguisorba officinalis), Wiesen-Knöterich (Polygonum bistorta) und Trollblume (Trollius europaeus) sowie weitere Feuchtezeiger wie Wiesenschaumkraut (Cardamine pratensis), Kuckuckslichtnelke (Lychnis flos-cuculi), Bach-Nelkenwurz (Geum rivale), Wald-Engelwurz (Angelica sylvestris) und Orchideen wie beispielsweise das Breitblättrige Knabenkraut (Dactylorhiza majalis).

### Pfeifengraswiesen
Nährstoffarme Pfeifengraswiesen sind relativ dichte, hochwüchsige und kräuterreiche Wiesen auf überwiegend basen- bis hin zu kalkreichen, feuchten bis wechselfeuchten ungedüngten Böden. Die Wiesen verfügen über einen hohen Anteil sich spät entwickelnder Stauden, die durch eine späte Mahd im Herbst begünstigt werden. Das Schnittgut wird in stroharmen Regionen traditionell zur Gewinnung von Einstreu für Viehställe genutzt. Die Wiesen werden im Herbst gemäht, wenn der Wiesenaufwuchs strohig geworden ist. Im Gegensatz zu Futterwiesen erhalten diese so genannten Streuwiesen keine Düngung. Sie reagieren sehr empfindlich auf eine Nutzungsintensivierung. Pfeifengraswiesen sind überwiegend in den Alpen und im nördlichen Alpenvorland im gemäßigt-kontinentalen Klima verbreitet, wo aufgrund des Klimas ein Getreideanbau ungünstig ist. Sie kommen aber auch im Norddeutschen Tiefland, hier vor allem auf entwässerten Moorböden, vor. Von den Standortfaktoren ist die Bodenfeuchte die maßgebliche Größe für die pflanzensoziologische Verbandszuordnung. Die nährstoffarmen Pfeifengraswiesen werden in dem Verband des Molinion caeruleae gefasst. Die verschiedenen Pflanzengesellschaften der Pfeifengraswiesen sind im Artikel Streuwiesen umfassend dargestellt.
Charakteristische Arten dieser Wiesen sind die namengebenden Arten des Blauen Pfeifengrases und des Rohr-Pfeifengrases (Molinia caerulea, M. arundinacea) sowie weitere Feuchte- und auch Magerkeitszeiger wie Kanten-Lauch (Allium angulosum), Schwalbenwurz-Enzian (Gentiana asclepiadea), Sibirische Schwertlilie (Iris sibirica), Teufelsabbiss (Succisa pratensis) und Blutwurz (Potentilla erecta).

### Brenndoldenwiesen
Brenndoldenwiesen sind wechselnasse Auenwiesen im Bereich großer, boreal-subkontinentaler Stromtäler, die meist regelmäßig vom Frühjahrshochwasser der Flüsse überflutet werden. Charakteristisch für diesen extensiv genutzten Wiesentyp ist die Gewöhnliche Brenndolde (Cnidium dubium). Brenndoldenwiesen sind innerhalb Europas hauptsächlich in Österreich, Frankreich und Deutschland verbreitet. In Deutschland kommen sie vor allem in den Tälern von Elbe, Oder und Havel vor. Nur wenige Vorkommen sind abseits der Hauptverbreitung aus dem Oberrheingebiet in Baden-Württemberg, aus Hessen und Rheinland-Pfalz belegt. Die Brenndoldenwiesen werden in dem Verband des „Cnidion dubii“ gefasst. Ihre einzige Pflanzengesellschaft ist die Brenndoldengesellschaft Cnidio-violetum persicifoliae. Flächenmäßig die größten Vorkommen findet man in den March-Auen an der Grenze Österreich-Slowakei.
Zu den kennzeichnenden Arten des Biotoptyps „Brenndoldenwiese“ zählen neben der namengebenden Art die Wiesen-Silge (Silaum silaus), Sumpf-Platterbse (Lathyrus palustris), Färberscharte (Serratula tinctoria), Spießblättriges Helmkraut (Scutellaria hastifolia), Gottes-Gnadenkraut (Gratiola officinalis) und Pfirsichblättriges Veilchen (Viola persicifolia).

## Pflanzen- und Tierwelt

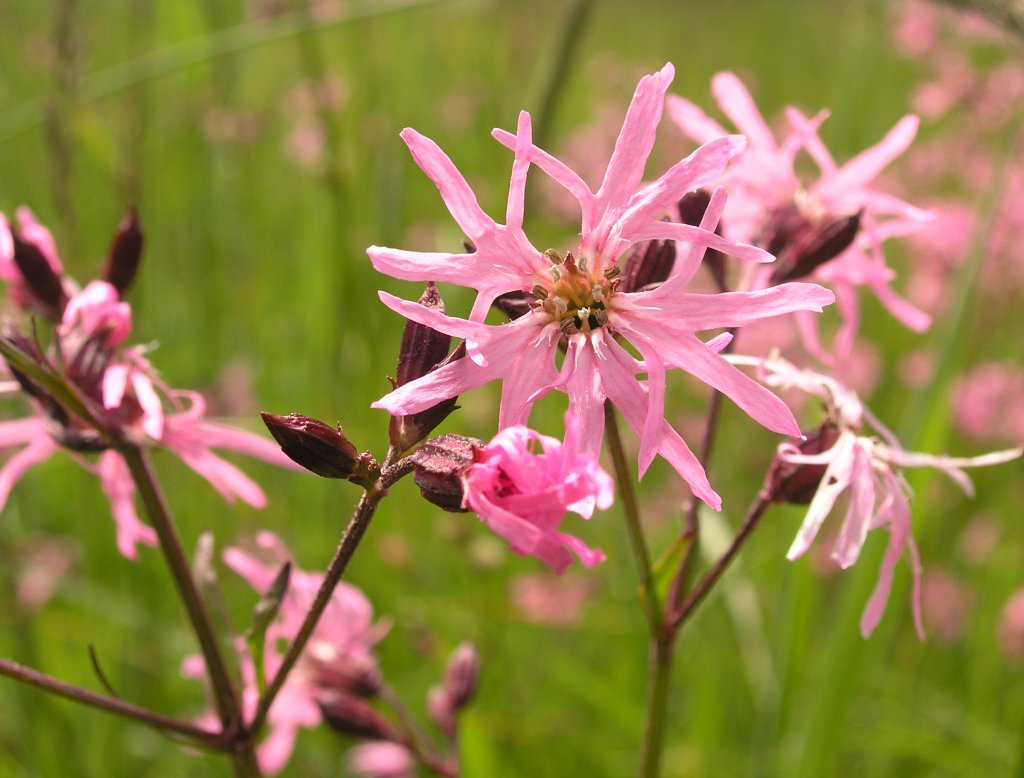
Die Kuckuckslichtnelke (Lychnis flos-cuculi) ist eine Wiesenpflanze, die in den Bewirtschaftungsrhythmus in Feuchtwiesen gut eingepasst ist.

Die Vielfalt der Pflanzen- und Tierwelt der Feuchtwiesen resultiert aus verschiedenen Standortfaktoren wie Bodenfeuchte, Höhe und Schwankungen der Wasserstände, Vegetationsstruktur, Nährstoffangebot und Intensität der Nutzung. Die Existenz verschiedener Landschaftsstrukturen und Wasserflächen wie Gräben, Bäche und Weiher sowie Parzellenbegrenzungen aus Hecken und Feldgehölzen mit typischen Pflanzengesellschaften der Röhrichte, Hochstaudenfluren, Großseggenriede, Kleinseggenriede und Flutrasen wirkt sich maßgeblich auf die Erhöhung der Pflanzenartenvielfalt aus. Besonders die Reichhaltigkeit der Fauna wird nicht nur durch eine extensive Flächenbewirtschaftung, sondern auch durch ein abwechslungsreiches Biotopmosaik beeinflusst. Nährstoffreichere Feuchtwiesen des Calthion zählen bei vielen Tiergruppen zu den artenreichsten aller Grasland-Ökosysteme Mitteleuropas. In nordwestdeutschen Feuchtwiesen wurden über 1900 Tierarten, welche bis zu 80 % biotopspezifisch sind, nachgewiesen. Über die höchste faunistische Artenvielfalt verfügen die Pfeifengras-Wiesen des Molinion nach den Magerrasen. Aus landschaftsökologischer Sicht sind kleinräumige naturnahe Strukturen in mosaikartiger Verzahnung mit dem genutzten Grünland eine essenzielle Lebensgrundlage für zahlreiche Tierarten, besonders für jene mit größerem Raumanspruch, die für die Aufzucht ihrer Jungen oder zur Nahrungssuche auf verschiedene Landschaftsstrukturen angewiesen sind. Der Verlust von Feuchtwiesen und einer strukturreichen Landschaft führt zu einem Verlust vieler biotopspezifischer Pflanzen- und Tierarten. Viele Arten der Feuchtgebiete sind daher in den zahlreichen Roten Listen gefährdeter Tier- und Pflanzenarten in Deutschland, Österreich und der Schweiz aufgeführt. Etliche Arten genießen überdies gesetzlichen Schutz über das Washingtoner Artenschutz-Übereinkommen, die IUCN, die Berner Konvention (Umsetzung in EU-Vogelschutzrichtlinie sowie FFH-Richtlinie) sowie die Bundesartenschutzverordnung.

### Wiesenpflanzen

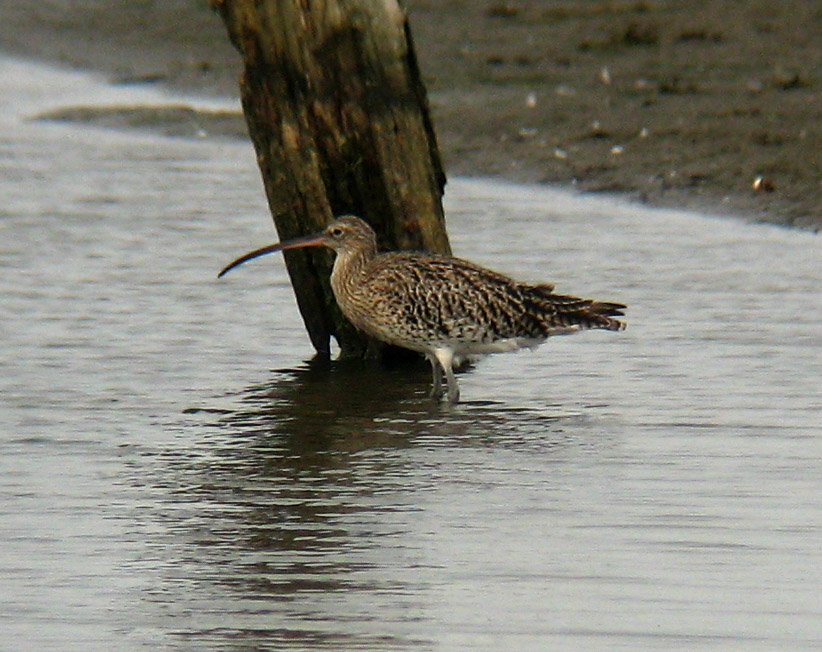
Der Große Brachvogel (Numenius arquata) ist in Deutschland stark gefährdet, in Österreich und der Schweiz sogar vom Aussterben bedroht.

Wiesenpflanzen sind Pflanzen, die auf eine Mahd angewiesen sind, weil sie nur dadurch geeignete Lichtverhältnisse für ihre Entwicklung auffinden. Das heißt nicht, dass sie ohne die damit verbundene Schädigung nicht besser wachsen würden, sondern dass durch die Mahd potenziell dominanzfähige Arten an der Ausbreitung gehindert werden. Aufgrund ihrer Wuchsform mit in Bodennähe befindlichen Assimilationsorganen (Hemikryptophyten), Niedrigwüchsigkeit und ihrer meist frühen phänologischen Entwicklung, das heißt frühes Austreiben und eine frühe Blüte, können Wiesenpflanzen den schädigenden Einfluss des Schnittes tolerieren und sich rasch aus den bodennahen Knospen bzw. Meristemen regenerieren. Die Hauptassimilationsorgane gelangen dadurch wieder in ein günstiges Lichtklima und werden damit von höherwüchsigen Konkurrenten befreit. Dadurch kann sich die Pflanze wieder regenerieren. Die meisten Gräser gehören zu den Horst- und Kriech-Hemikryptophyten, zum Beispiel der Flutende Schwaden (Glyceria fluitans), das Gewöhnliche Ruchgras (Anthoxanthum odoratum) oder das Weiße Straußgras (Agrostis stolonifera). Krautige Pflanzen verfügen überwiegend über eine bodennahe Grundrosette und verbreiten sich vielfach über Ausläufer, wie beispielsweise der Kriechende Hahnenfuß (Ranunculus repens).
Beispiele für durch die Mahd geförderte Arten sind Kuckuckslichtnelke (Lychnis flos-cuculi), Spitzwegerich (Plantago lanceolata), Teufelsabbiss (Succisa pratensis), Sumpf-Kratzdistel (Cirsium palustre) oder auch Wasser-Greiskraut (Jacobaea aquatica).

### Wiesenvögel

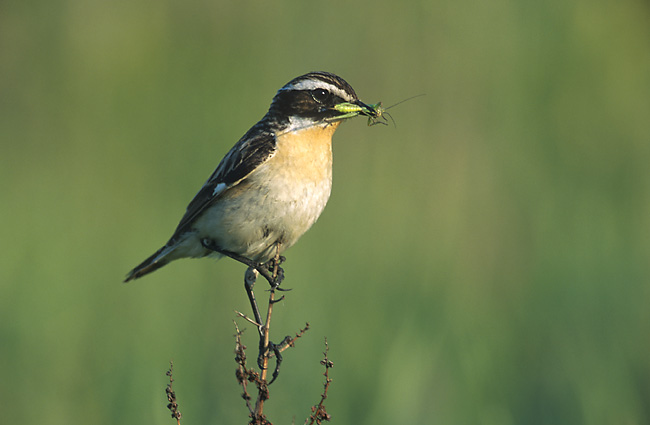
Braunkehlchen (Saxicola rubetra) auf einer Ansitzwarte. In Deutschland gilt die Art als gefährdet. In Österreich und der Schweiz ist sie in den Vorwarnlisten geführt.

Als „Wiesenvögel“ werden Vogelarten bezeichnet, die vorwiegend Feuchtgrünland besiedeln, dort am Boden brüten und ihre Jungen aufziehen oder feuchte Wiesen als Nahrungsbiotop sowie Rast- und Durchzugsgebiet nutzen. Folgende Arten gelten in Mitteleuropa als Leitarten für nasse und feuchte Wiesen:
- Feldlerche (Alauda arvensis)
- Wiesenpieper (Anthus pratensis)
- Weißstorch (Ciconia ciconia)
- Wiesenweihe (Circus pygargus)
- Wachtelkönig (Crex crex)
- Bekassine (Gallinago gallinago)
- Uferschnepfe (Limosa limosa)
- Schafstelze (Motacilla flava)

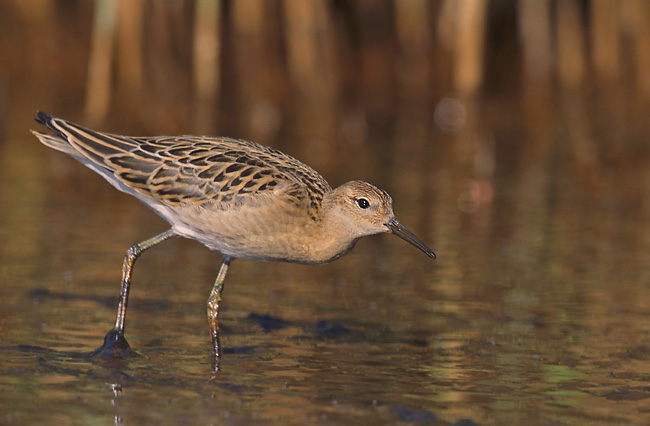
Der Kampfläufer (Philomachus pugnax) ist in Deutschland vom Aussterben bedroht, in Österreich sind die Bestände erloschen. In der Schweiz ist der Kampfläufer ein regelmäßiger Durchzügler in beiden Zugzeiten.

- Großer Brachvogel (Numenius arquata)
- Kampfläufer (Philomachus pugnax)
- Tüpfelralle (Porzana porzana)
- Braunkehlchen (Saxicola rubetra)
- Schwarzkehlchen (Saxicola rubicola)
- Rotschenkel (Tringa totanus)
- Kiebitz (Vanellus vanellus)

Die Primärlebensräume der Wiesenvögel sind vielfach zerstört oder stark im Rückgang begriffen. Das Grünland dient ihnen als Sekundärlebensraum. Aus Hoch- und Niedermooren sind beispielsweise Bekassine, Tüpfelralle und Uferschnepfe eingewandert. Aus den Salzwiesen stammen Rotschenkel und Austernfischer. Der Kampfläufer war ursprünglich in der Tundra beheimatet.
Für die Besiedlung von Feuchtwiesen spielen Vegetationsstruktur, Nutzungsintensität, Bodenfeuchte, Flächengröße und Übersichtlichkeit des Geländes eine entscheidende Rolle. Die Vogelwelt der Feuchtwiesen ist durch eine Reihe hochgradig gefährdeter Arten gekennzeichnet. Den größten Anteil der Wiesenvögel machen Watvogelarten (Limikolen) aus. Ein vielfältig strukturiertes Nutzungsmosaik auf großer Fläche wird heute oft als Garant für eine hohe Artenvielfalt von Wiesenvögeln angesehen.
Viele dieser Vögel weisen eine Bindung an offene, niedrigwüchsige Strukturen auf, wie sie in den genannten primären Lebensräumen gegeben sind. Die verschiedenen Arten benötigen eine gut überschaubare Landschaft, um Feinde schnell erkennen zu können. Beispielsweise benötigt der Große Brachvogel noch mehr als andere Arten sichtfreie Räume, die nicht durch Gehölze oder Siedlungen unterbrochen sind. Die genannten Arten sind zur Nahrungssuche auf wassergefüllte Senken, Tümpel und abgeflachte Grabenränder angewiesen. Ferner ist die Bodenfeuchte für das Vorkommen von Wiesenvögeln von entscheidender Bedeutung. Höchste Ansprüche an die Bodenfeuchtigkeit stellen zum Beispiel Bekassine, Kampfläufer und Uferschnepfe, denn nur im nassen Boden können sie nach Nahrung sondieren und stochern. Eine indirekte Bindung an Feuchtwiesen besteht für etliche Vogelarten wie dem Braunkehlchen, das vor allem Saum- und Randstrukturen nutzt. Im Intensivgrünland fehlen hochwüchsige Stauden, die ihm als Ansitzwarten zum Singen und Jagen dienen. Zaunpfähle waren bisher ein guter Ersatz, doch auch sie verschwinden mehr und mehr durch die größer werdenden Parzellen.

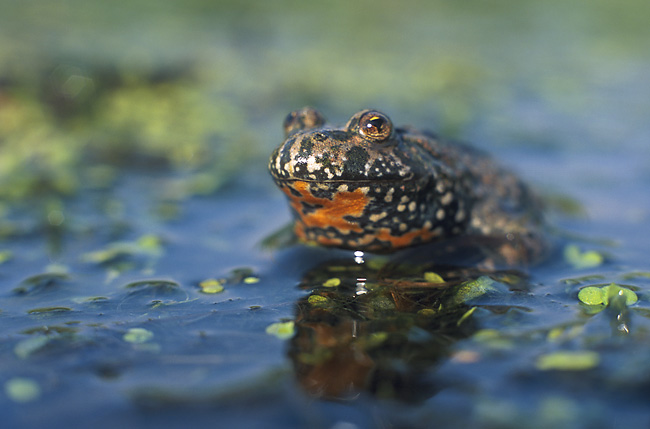
Die Rotbauchunke (Bombina bombina) nutzt Feuchtwiesenbereiche in der Umgebung von Gewässern. Sie ist in Österreich gefährdet, in Deutschland stark gefährdet.

### Amphibien und Reptilien

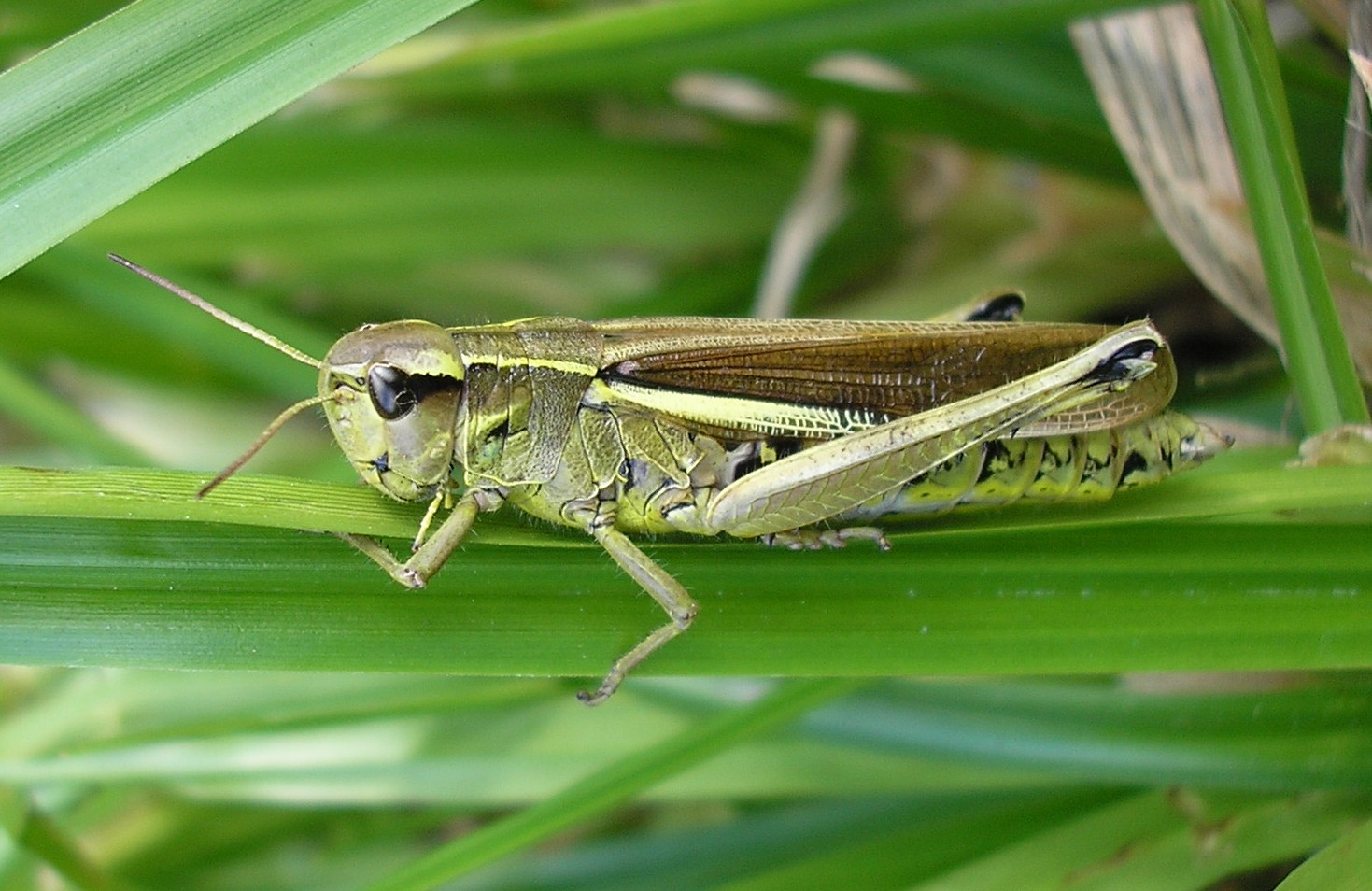
Sumpfschrecken (Stethophyma grossum) sind ausschließlich in intakten Feuchtwiesen zu finden, da sie feuchten Boden für die Eiablage brauchen.

Amphibien brauchen für ihre Fortpflanzung offene Wasserflächen, in denen sie laichen und sich ihre Larven entwickeln können. Sie besiedeln zur Überwinterung und Übersommerung Landhabitate wie Feuchtwiesen. Sie sind als Komplexbewohner auf eine Verzahnung von amphibischen und terrestrischen Räumen angewiesen. Der Laubfrosch (Hyla arborea), der Moorfrosch (Rana arvalis) und die Rotbauchunke (Bombina bombina) konzentrieren ihr Auftreten im Feuchtgrünland. Die drei Arten benötigen sonnenbeschienene Gewässer mit dichter, nicht zu hoher Ufervegetation und umgebende Feuchtwiesenkomplexe als Teillebensraum. Sie sind an offene Habitate mit hohen Wasserständen angepasst, wie sie natürlicherweise vor allem in Flussauen vorkamen.
Eine typische Reptilienart ausgedehnter Feuchtwiesen, sofern Kleingewässer in das Grasland eingebunden sind, ist die Ringelnatter (Natrix natrix). Die Wiesen bilden vor allem zur Beutejagd sowie zum Ruhen und Sonnen einen wichtigen Sommerlebensraum. Eine besondere Rolle spielen Pfeifengraswiesen für die Kreuzotter (Vipera berus) und die Waldeidechse (Zootoca vivipara).

### Wirbellose

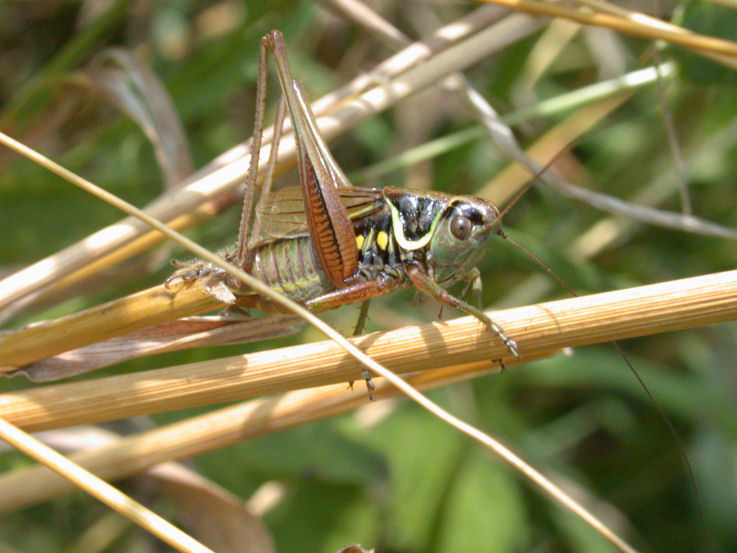
Die Eier von Roesels Beißschrecke (Metrioptera roeselii) sind überflutungstolerant. Sie ist eine in Brenndoldenwiesen häufige Art.

Die Wirbellosenfauna der Feuchtwiesen ist außerordentlich reichhaltig. Insekten und Spinnen sind überwiegend deutlich kleinräumiger in die Strukturen ihrer Lebensräume eingenischt als Vögel und Amphibien, weil sie beispielsweise verschiedene Pflanzenarten nutzen oder oftmals nur enge Bereiche der Bodenfeuchte besiedeln. Ihre häufig hohe Mobilität befähigt sie bei Umweltveränderungen zum schnellen Verlassen ihres Lebensraumes oder sie wechseln auf geeignete benachbarte Strukturen. Die hohe Vielfalt verschiedener Strukturen und Faktorengefüge bedingt eine fast unüberschaubare Anzahl an Arten. Eine Vielzahl der Wirbellosen ist hygrophil und lebt stenotop ausschließlich in solchen Lebensraumtypen. Etliche Arten leben mono- bis oligophag an nur einer oder sehr wenigen Pflanzenarten. Andere Arten benötigen verschiedene Habitatelemente etwa zur Nahrungssuche, zur Entwicklung der Larven oder zur Überwinterung. In der Natur- und Landschaftsplanung werden vielfach Heuschrecken und Tagfalter aufgrund ihrer engen Biotopbindung als Indikatoren zur Beurteilung und Bewertung von Landschaften und Landschaftsteilen eingesetzt. Diese sollen hier beispielhaft dargestellt werden.
Springschrecken

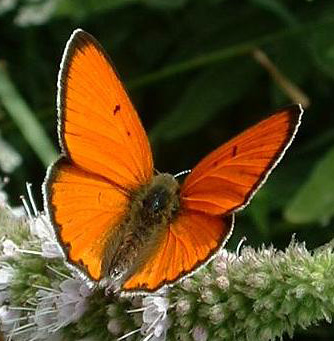
Der Große Feuerfalter (Lycaena dispar)

Springschrecken (Orthoptera oder Saltatoria) sind typische Vertreter grasreicher und offener Landschaften. Einige Arten bevorzugen Lebensräume mit einer hohen Boden- und Luftfeuchtigkeit und reagieren empfindlich gegenüber Schwankungen dieser Umweltfaktoren. Die höchsten Feuchteansprüche haben der Sumpf-Grashüpfer (Chorthippus montanus) und die Sumpfschrecke (Stethophyma grossum). Diese Springschrecken bezeichnet man auch als hygrophil (feuchtigkeitsliebend). Hygrophile Arten lassen sich als Indikatoren zur Ermittlung mikroklimatischer Verhältnisse bzw. der Vegetationsausprägung auf feuchten bis nassen Standorten verwenden. Der gute Kenntnisstand der Lebensraumansprüche verschiedener Springschreckenarten und die leichte Erfassbarkeit dieser überschaubaren Tierartengruppe machen sie zu einem wichtigen Element bei der Bewertung von Offenlandbiotopen.
Aufgrund des Großklimas sind die Artenzusammensetzungen der Springschreckenfauna sehr unterschiedlich. Es lassen sich aber einige Arten benennen, die regelmäßig in Feuchtwiesen anzutreffen sind.

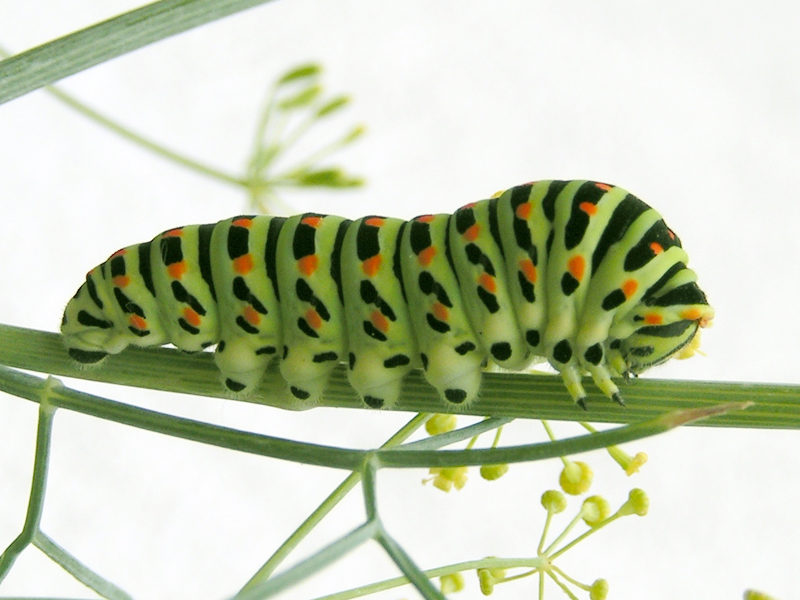
Raupe des Schwalbenschwanzes (Papilio machaon)

Typische Arten in Sumpfdotterblumenwiesen:
- Gemeiner Grashüpfer (Chorthippus parallelus)
- Weißrandiger Grashüpfer (Chorthippus albomarginatus)
- Kurzflüglige Schwertschrecke (Conocephalus dorsalis)
- Langflüglige Schwertschrecke (Conocephalus fuscus)
- Große Goldschrecke (Chrysochcraon dispar)
- Bunter Grashüpfer (Omocestus viridulus)
- Säbel-Dornschrecke (Tetrix subulata)

Typische Arten in Pfeifengraswiesen:
- Warzenbeißer (Decticus verrucivorus)
- Lauchschrecke (Mecostethus parapleurus)
- Kurzflügelige Beißschrecke (Metrioptera brachyptera)
- Sumpfgrille (Pteronemobius heydenii)

Tagfalter

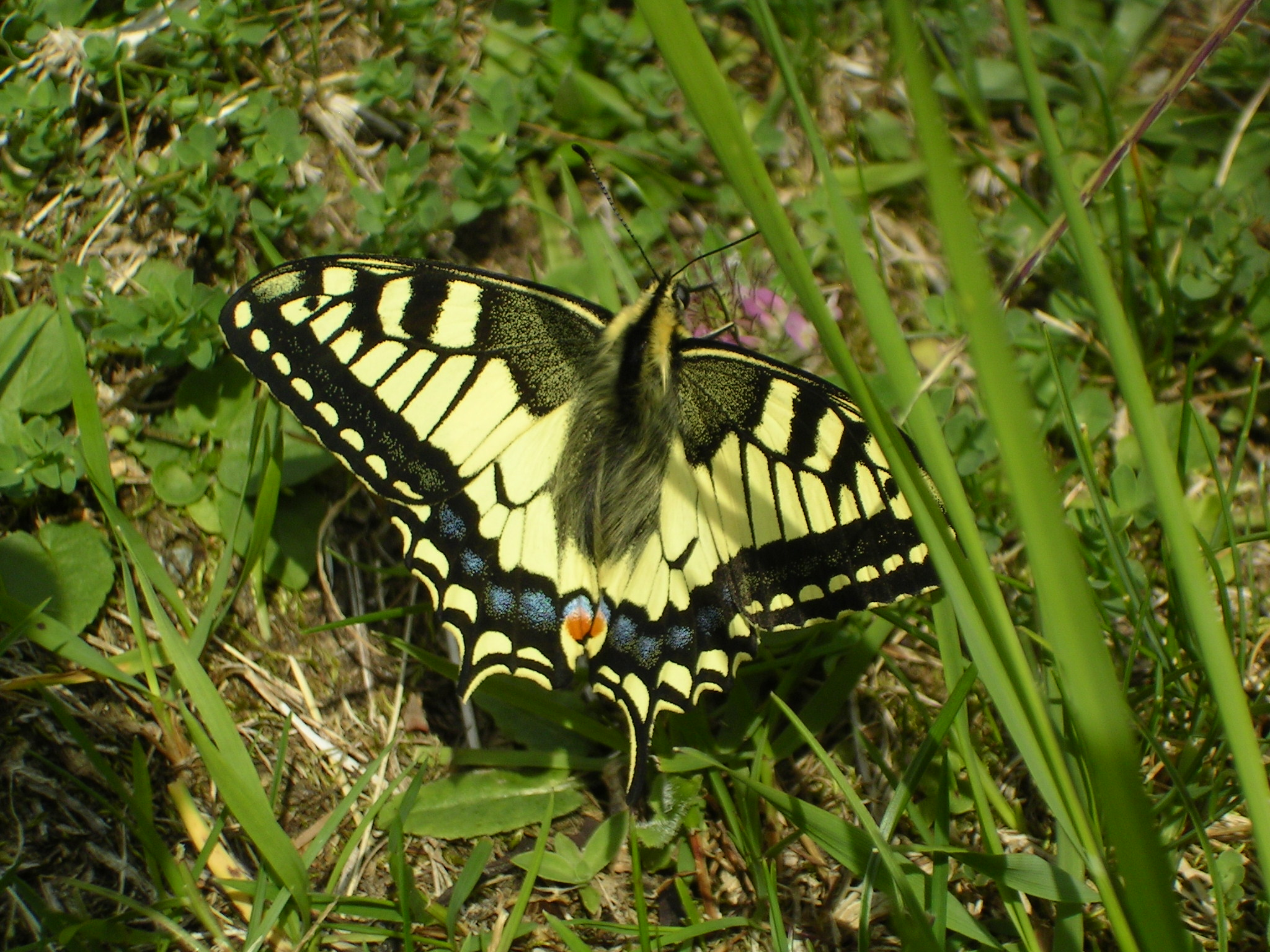
Der Schwalbenschwanz (Papilio machaon)

Tagfalter sind Pflanzenfresser, die häufig auf das Vorhandensein ganz bestimmter Wirtspflanzen angewiesen sind. Besonders ihre Raupen sind im Extremfall auf nur eine einzige Pflanzenart beschränkt. So ernährt sich die Raupe des Randring-Perlmuttfalters ausschließlich vom Wiesen-Knöterich. Viele Arten bewohnen völlig unterschiedliche Lebensräume, die unter dem Sammelbegriff „Mehrbiotop- oder Verschiedenbiotopbewohner“ zusammengefasst werden.
In Sumpfdotterblumenwiesen kann sich aber bei extensiver Nutzung ohne Aufdüngung eine sehr artenreiche Schmetterlingsfauna entwickeln, die durch viele stenotope und standorttreue Arten gekennzeichnet ist. Die Schmetterlingsfauna der Brenndoldenwiesen hängt sehr davon ab, ob in der Nachbarschaft hochwasserfreie Graslandvegetation zur Überwinterung vorhanden ist. Meist zeichnen sich diese Wiesen aufgrund ihres Blütenreichtums durch Nahrungsgäste aus. Wichtige Nektarpflanzen sind zum Beispiel der Kanten-Lauch, Wiesenflockenblume und Wiesen-Alant. Auch Pfeifengraswiesen weisen eine Vielzahl typischer und häufig gefährdeter Tagfalterarten auf.
Typische Arten in Sumpfdotterblumenwiesen:
- Randring-Perlmuttfalter (Boloria eunomia)
- Braunfleckiger Perlmuttfalter (Boloria selene)
- Mädesüß-Perlmuttfalter (Brenthis ino)
- Storchschnabel-Bläuling (Eumedonia eumedon)
- Großer Feuerfalter (Lycaena dispar)
- Blauschillernder Feuerfalter (Lycaena helle)
- Lilagold-Feuerfalter (Lycaena hippothoe)
- Brauner Feuerfalter (Lycaena tityrus)
- Baldrian-Scheckenfalter (Melitaea diamina)

Typische Arten in Brenndoldenwiesen:
- Schwalbenschwanz (Papilio machaon)

Typische Arten in Pfeifengraswiesen:
- Heilziest-Dickkopffalter (Carcharodus floccifera)
- Moor-Wiesenvögelchen (Coenonympha oedippus)
- Goldener Scheckenfalter (Euphydryas aurinia)
- Rundaugen-Mohrenfalter (Erebia medusa)
- Lungenenzian-Ameisenbläuling (Phengaris alcon)
- Dunkler Wiesenknopf-Ameisenbläuling (Phengaris nausithous)
- Heller Wiesenknopf-Ameisenbläuling (Phengaris teleius)
- Blauäugiger Waldportier (Minois dryas)

## Bedeutung und ökologische Funktionen
In der heutigen Industriegesellschaft gewinnen die gesellschaftlichen und ökologischen Funktionen von Feuchtgebieten und damit auch der Feucht- und Nasswiesen zunehmend an Bedeutung. Die Produktion von Viehfutter und damit der Stellenwert von Feuchtwiesen als landwirtschaftliche Produktionsfläche treten heute deutlich in den Hintergrund.
Feuchtwiesenareale sind von hohem landschaftsästhetischem Wert und durch die Bereicherung des Landschaftsbildes vor allem von gesellschaftlicher Bedeutung. So bestätigen Umfragen, dass blumenreiche Wiesen unmittelbar hinter den Landschaftselementen Gewässer- und Waldrand in der Beliebtheit bei erholungssuchenden Menschen rangieren. Ferner besitzen Feucht- und Nasswiesen als Zeugnisse einer traditionellen Kulturlandschaft einen besonderen Wert für die Natur- und Heimatgeschichte.
Die ökologischen Funktionen der vom Wasser geprägten Landschaften beruhen in erster Linie auf der ganzjährig geschlossenen Pflanzendecke. Diese verhindert einerseits Bodenverluste durch Erosion, andererseits kommt es im Vergleich zu anderen landwirtschaftlichen Kulturformen wie Acker zu deutlich geringeren Nährstoffausträgen. Dies gilt sowohl für die Verlagerung von Phosphat durch Oberflächenerosion als auch für die Auswaschung von Nitrat. Die Auswaschung von Stickstoffverbindungen beläuft sich unter Grünland auf etwa ein Sechstel derjenigen des Ackerlandes. Damit tragen Grünlandflächen wesentlich zum Trinkwasserschutz bei. Besonders in Böden mit hohem Gehalt an organischer Substanz gelangen durch Entwässerung und Umbruch durch Nitrifikation und Denitrifikation neben Nitrat Stickoxide in die Umwelt. Es entstehen Gase wie das sogenannte Lachgas (N2O), das an der Zerstörung der Ozonschicht und am Treibhauseffekt beteiligt ist. Damit trägt eine geschlossene Pflanzendecke wesentlich zum Klimaschutz bei. Neben der Wahrung der Qualität der Trinkwasserreserven bilden Grünlandareale ein wichtiges Medium zur Grundwasserneubildung und damit der Trinkwasserquantität. Die Filterwirkung und die Wasser haltenden Eigenschaften der humosen Bodenschicht bewirken eine stete und nachhaltige Neubildung von Grundwasser. Dabei ist die verzögerte Abgabe von Wasser an Bäche und Flüsse von großer Wichtigkeit. Feuchtgebiete stellen damit Rückhaltezonen für Hochwasserereignisse dar. Nicht zuletzt sind Feuchtwiesengebiete in der dicht besiedelten Kulturlandschaft letzte Rückzugsorte und wichtige Ersatzlebensräume für eine Vielzahl von Pflanzen und Tieren und deshalb in hohem Maß von Belang für den Artenschutz.

## Schutz und Pflege
Ziel des Natur-, Arten- und Biotopschutzes ist es, neben dem Schutz einzelner wildlebender Arten (Artenschutzprogramme und Aktionspläne), deren Lebensräume zu erhalten und wiederherzustellen. Dazu gehören auch Kulturlandschaften wie Feuchtwiesen, die mittels Nachahmung traditioneller Bewirtschaftungsformen sowie Renaturierungsmaßnahmen erhalten beziehungsweise wiederhergestellt werden sollen. Sie gehören zu den biologisch sehr diversen und wertvollen Vegetationstypen, die sehr stark im Rückgang begriffen sind. Möglichkeiten zum Schutz und zur Pflege von Feuchtwiesen bieten verschiedene hoheitliche Instrumente des Naturschutzes sowie private Initiativen.

### Instrumente des Naturschutzes

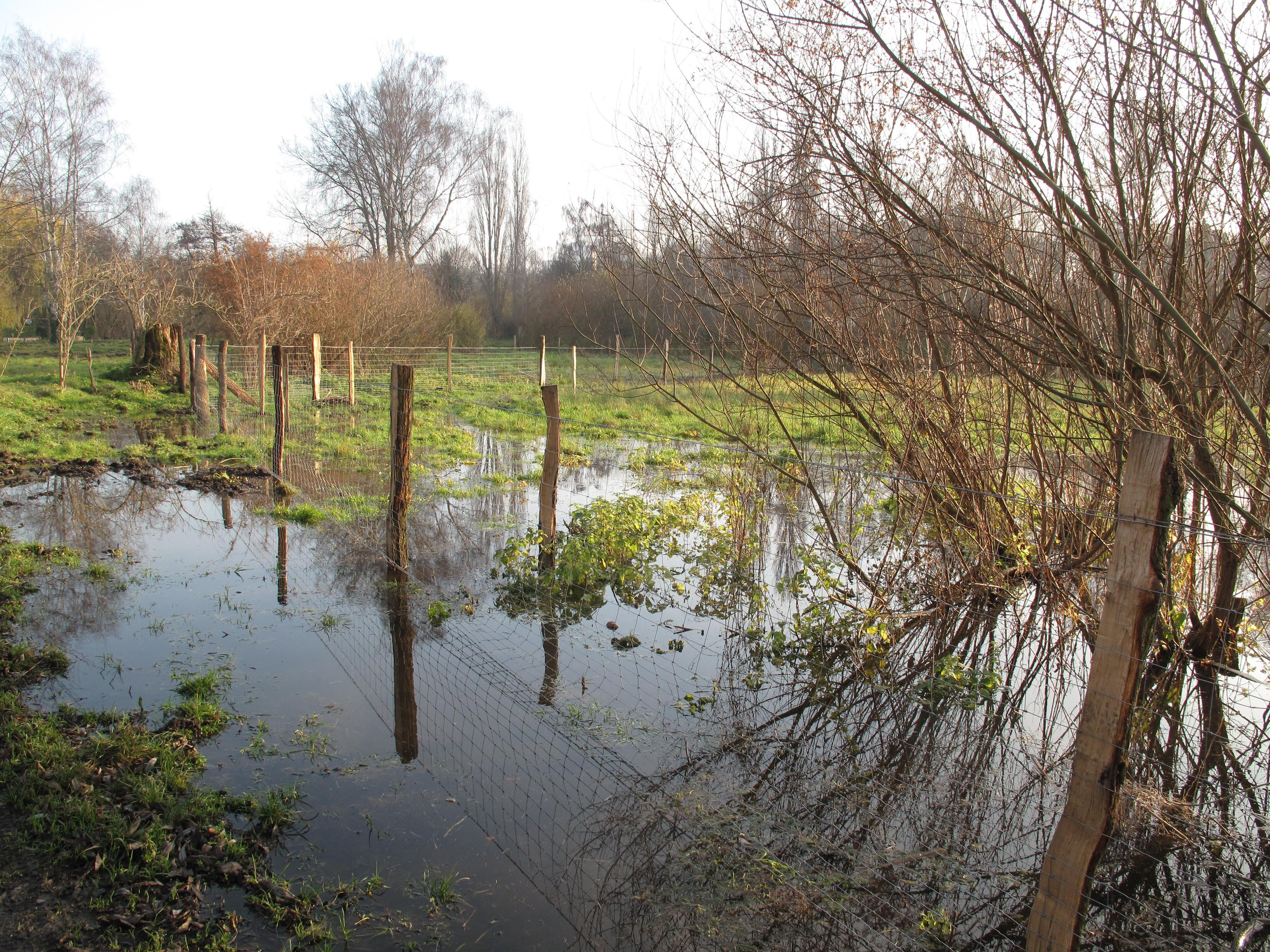
Landschaftsgeschützte und nach starken Regenfällen teilvernässte Tiefwerder Wiesen in Berlin

Die Gesetzgebungskompetenz für den Naturschutz ist in Deutschland zwischen Bund (Bundesnaturschutzgesetz) und den einzelnen Bundesländern aufgeteilt. In Österreich fällt die Zuständigkeit ebenfalls in die Verantwortlichkeit der Bundesländer, in der Schweiz sind die Kantone verantwortlich. Die Verordnungen der Naturschutzgebiete beinhalten in der Regel jedoch nur geringe Einschränkungen der Grünlandbewirtschaftung. Sie unterbinden lediglich den Umbruch von Grünland in Acker und eine weitere Entwässerung. Ferner ist die landwirtschaftliche Nutzung weitgehend von wesentlichen naturschutzrechtlichen Verboten, Anzeige- und Bewilligungspflichten ausgenommen. Um dennoch auf die Art der Bewirtschaftung Einfluss nehmen zu können, forciert die Naturschutzpolitik eine Zusammenarbeit mit Landwirten. Zwischen der Naturschutzbehörde und Grundstücksbesitzern (vor allem Landwirten) wird, bei entsprechendem Entgelt, eine freiwillige Nutzungsvereinbarung für ein bestimmtes Grundstück (Feld, Wiese, Uferbereich) abgeschlossen. Beispielsweise werden bestimmte Zeiten zum Mähen festgelegt. Die Höhe des Entgelts richtet sich nach der Art der Leistung zugunsten von Natur und Landschaft. Der so genannte Vertragsnaturschutz im Rahmen verschiedener Feuchtwiesenschutzprogramme gewinnt zunehmend an Bedeutung. Eine weitere Möglichkeit des Feuchtwiesenschutzes bietet der Grunderwerb. Er stellt insbesondere in Kernbereichen für den Feuchtwiesenschutz ein wichtiges Instrument dar, da nur auf gekauften Flächen weiterreichende Wiedervernässungsmaßnahmen durchführbar sind.
Hinzu kommen Programme und einzelne Richtlinien der Europäischen Union sowie internationale Abkommen. Die FFH-Richtlinie verpflichtet auf europäischer Ebene die Mitgliedsstaaten zur Errichtung eines zusammenhängenden europäischen ökologischen Netzes von Schutzgebieten mit der Bezeichnung Natura 2000 zur Erhaltung der natürlichen Lebensräume sowie der wildlebenden Pflanzen und Tiere. So sind Pfeifengras- und Brenndoldenwiesen gemäß der FFH-Richtlinie besonders geschützte Lebensraumtypen. Hinsichtlich des Wiesenvogelschutzes ist die EU-Vogelschutzrichtlinie über die Erhaltung der wildlebenden Vogelarten das Instrument der Europäischen Gemeinschaft, alle wildlebenden Vogelarten Europas zu schützen und in ihren natürlichen Lebensräumen und Verbreitungsgebieten zu erhalten. Auf internationaler Ebene greift die Ramsar-Konvention, ein Übereinkommen über Feuchtgebiete, insbesondere als Lebensraum für Wasser- und Watvögel, von internationaler Bedeutung.

### Initiativen von Naturschutzorganisationen

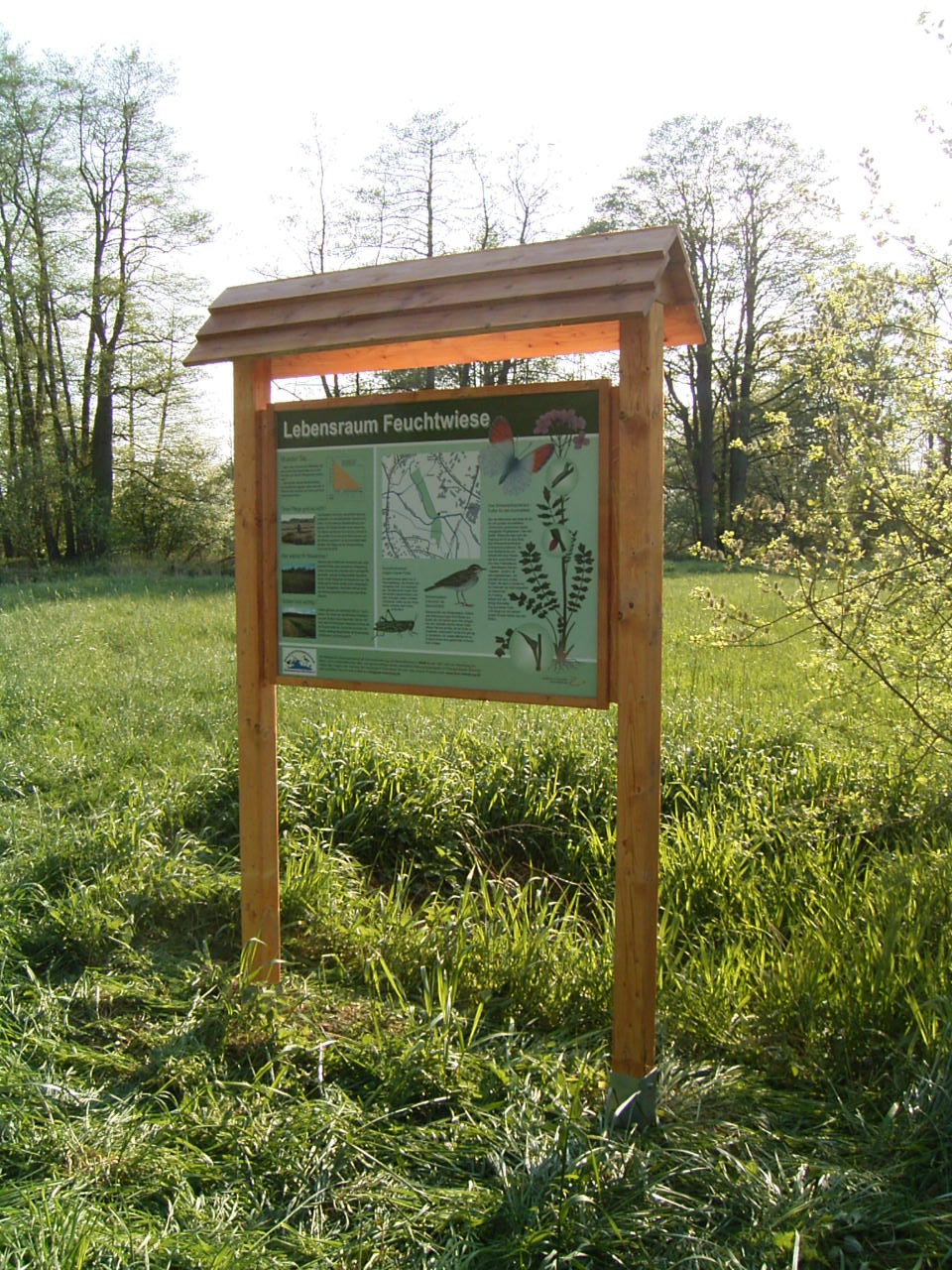
Schautafel zum Lebensraum Feuchtwiese als „Informationsmedium vor Ort“

Mit dem verstärkten Umweltbewusstsein und dem stärkeren Engagement der Naturschutzverbände im aktiven Naturschutz Ende der 1970er und Anfang der 1980er Jahre gingen von dort Impulse aus, selbst mit Hand anzulegen, Wiesen und wiesenähnliche Biotope und damit die Kulturlandschaft zu pflegen und zu erhalten. Es bildeten sich etliche regionale Naturschutzvereine und Naturschutzverbände, die mit ehrenamtlichen Helfern die von der Verbuschung (Entkusselung) bedrohten Grenzertragsstandorte pflegen.
Das Freihalten der Flächen durch Entkusselung ist nur auf vergleichsweise kleinen Parzellen durchführbar, denn diese Pflegemaßnahme ist ein sehr zeit- und arbeitskraftintensives Unternehmen. Bessere Ergebnisse im Feuchtwiesenschutz erzielt die Weiterführung oder Wiedereinführung einer extensiven Nutzung. Wesentliche Elemente einer traditionellen Bewirtschaftungsform sind, dass keine Biozide und kein Mineraldünger eingesetzt werden. Allenfalls wird einmal jährlich Stallmist auf den Wiesen ausgebracht. Es wird auf Pflegearbeiten, zum Beispiel Eggen und Walzen, nach dem 1. März verzichtet. Die Flächen werden erst nach dem 15. Juni gemäht, ein zweites Mal im Herbst. Magere Feuchtwiesen sollten durch die Anlage eines 15 Meter breiten Randstreifens vor Nährstoffeintrag von benachbarten, intensiv genutzten Flächen geschützt werden. Ungedüngte Fettwiesen können durch gezielte Ausmagerung, das heißt fünf- bis sechsmal Mähen pro Jahr, in Feuchtwiesenflächen umgewandelt werden. Der Einsatz moderner Technik ist auch in der Feuchtwiesenpflege unverzichtbar. Bei der Mahd sollte jedoch der Maschineneinsatz angepasst werden, indem nicht zu schwere Technik (Traktoren, Kreiselmäher) verwendet wird, denn die wassergesättigten Böden neigen zur Bodenverdichtung. Weiters sollten vegetationsschonende Mähgeräte wie beispielsweise Balkenmäher eingesetzt werden.
Vielfach ist die Feuchtwiesenpflege nicht mehr allein durch ehrenamtliche Arbeit leistbar. Es entstehen Kosten für die Bewirtschaftung mit Maschinen, für Wiedervernässungsmaßnahmen und Flächenkäufe. Fördergeld von Bund und Ländern oder von Naturschutzstiftungen ist meist nicht ausreichend und zeitlich begrenzt. Um einen Teil der Kosten zu decken, wird deshalb vielfach das gewonnene Wiesenheu vermarktet. Der Qualitätsanspruch von Heuabnehmern ist hoch. Potentielle Kunden sind vor allem Pferde- und Wildtierhalter sowie zoologische Gärten, aber auch der Kleintiermarkt. Dabei erfordert die Heugewinnung bei weit geringerem Ertrag aufgrund extensiver Nutzung höhere Verkaufspreise. Die Vorzüge des Wiesenheus werden im Vergleich zum artenarmen Heu intensiv genutzter Wiesen in ihrem Kräuterreichtum gesehen. Es enthält durchschnittlich 40 Blütenpflanzen. Besonders geschätzt wird neben der Artenvielfalt die seit alters her bekannte Heilwirkung vieler Kräuter wie zum Beispiel Spitzwegerich und Schafgarbe, die bei Pferden, die unter Allergien und Husten leiden, günstig wirken. Analysen der Tierärztlichen Hochschule in Hannover haben anhand von Heuproben bestätigt, dass Wiesenheu einen günstigen Kalkgehalt, Proteinarmut sowie optimale Rohfaseranteile und wichtige Spurenelemente wie Magnesium und Mangan enthält. Diese Bestandteile sind insbesondere für Pferde essenziell und in intensiv bewirtschafteten Flächen ein Mangelfaktor. Aufgrund der späten Mahdtermine, guter Trocknung und geringeren Wassergehalts in den Pflanzenzellen ist die Schimmelanfälligkeit des Heus gering und folglich die Lagerstabilität vergleichsweise hoch.
Der Dialog mit der Öffentlichkeit ist für den Feuchtwiesenschutz von großer Bedeutung. Einerseits sollen weitere ehrenamtliche Mitarbeiter gewonnen werden. Andererseits müssen potenzielle Heukunden oder auch Sponsoren für die Finanzierung der Feuchtwiesenpflege und Flächenankäufe gefunden werden. Informationsveranstaltungen, Pressemitteilungen, Broschüren und Informationstafeln vor Ort sowie verschiedene Aktionen werden als Möglichkeiten genutzt, über Feuchtwiesen und deren Schutzbedarf aufzuklären.

### Renaturierung
Die Rückwandlung von Fettwiesen oder eutrophierten Streuwiesen in nährstoffarme Streuwiesen ist in der Regel schwierig und teilweise sehr langwierig. Die Erfolge der Renaturierungen von Feuchtwiesen können nach derzeitigen Erfahrungswerten noch nicht abschließend beurteilt werden. Im Allgemeinen ist der Nährstoffzustand des Bodens und die Zusammensetzung der Vegetation vor geplanten Renaturierungsmaßnahmen ausschlaggebend für einen Erfolg. Von Bedeutung ist, ob noch Arten der erwünschten Vegetation vorhanden sind. Maßgeblich ist ferner, dass die Standorte durch erhöhte Schnitthäufigkeiten zu Beginn der Maßnahmen „ausgemagert“ werden, wobei die Schnittzeitpunkte der ersten Mahd nicht zu früh gewählt werden sollten. Weiters wird eine leichte Düngung mit Phosphor und Kalium in Form langsam wirkender Mineraldünger (Thomasmehl, Kainit) auf reinen Niedermoorstandorten empfohlen. Eine Wiedervernässung bei Renaturierung sollte erst im Laufe der Ausmagerung eingeleitet werden.

## Liste von Feuchtwiesen
- Feuchtwiese Vennheide, (Westfalen) Egge
- Feuchtwiesen Ströhen, (Westfalen) Egge
- Feuchtwiesen In den Wösten
- Feuchtwiesen Hörste in Halle (Westf.)
- Feuchtwiesen Röhrmann